# Sommerau (Eschau)
Sommerau ist ein Gemeindeteil des Marktes Eschau im unterfränkischen Landkreis Miltenberg in Bayern. Im Jahr 2015 hatte Sommerau rund 950 Einwohner.
Zum Gemeindeteil Sommerau mit seinem Wasserschloss, gehören neben dem Schafhof auch die Hesselsmühle (Die Geschichte der Hesselsmühle reicht bis in das 15. Jahrhundert zurück, als sie in einer Bestandsaufnahme von Liegenschaften der Freiherrn von Fechenbach als „Haslismühle“ erwähnt wird) und die Neumühle (ehem. Mahl- und Sägemühle), erbaut 1862/63, – meist Geißheckenmühle genannt, die sich mit 4 weiteren Wohnhäusern von Familienangehörigen zu einer kleinen Siedlung entwickelt hat. Bis zur Eingemeindung gehörten Schloss (Wasserschloss Oberaulenbach) und Wald Aulenbach zu Sommerau. Die Gemarkungsfläche beträgt ca. 1138 Hektar.

## Geographie

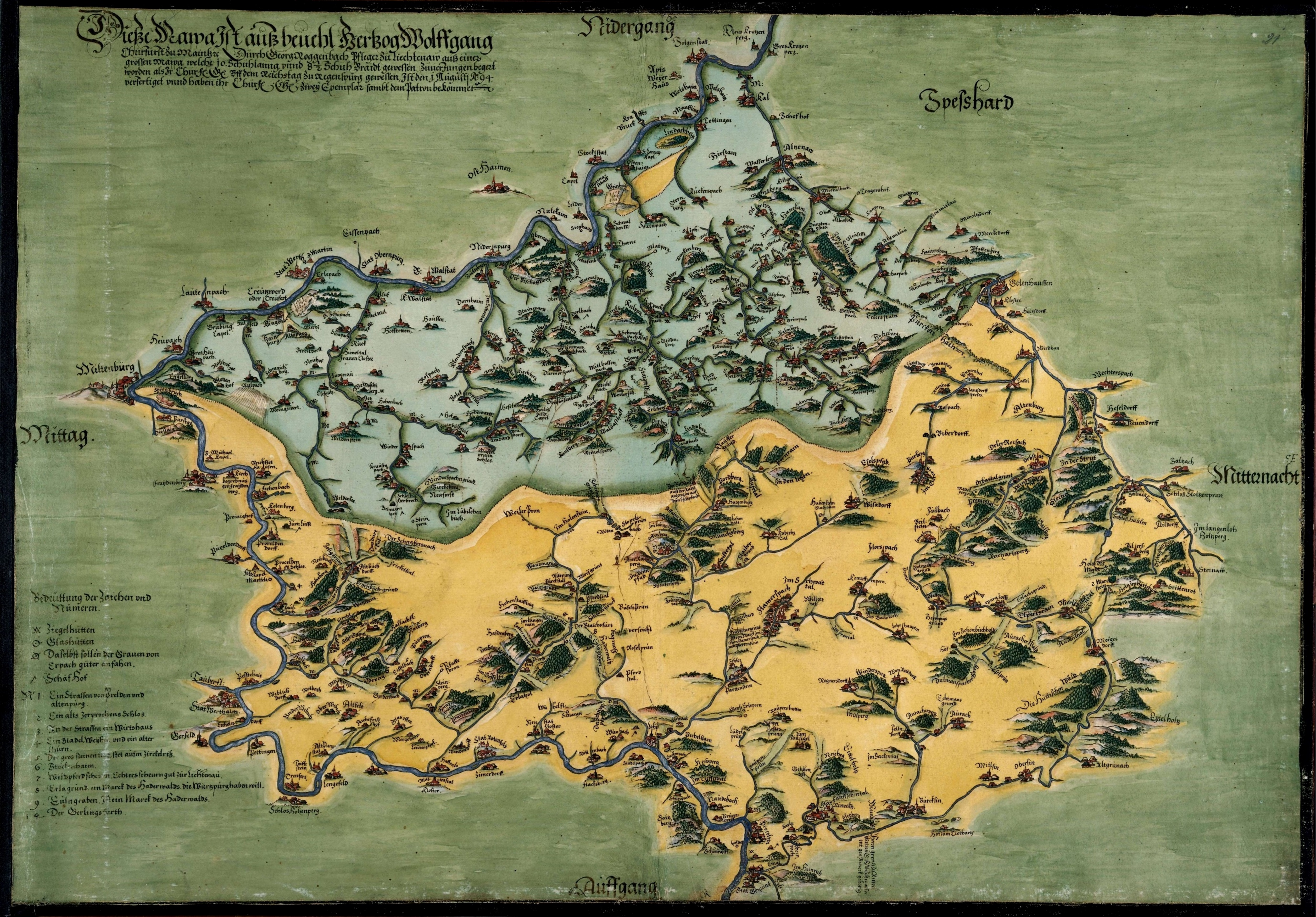
Spessartkarte des Paul Pfinzing, Nürnberg, von 1562/1594

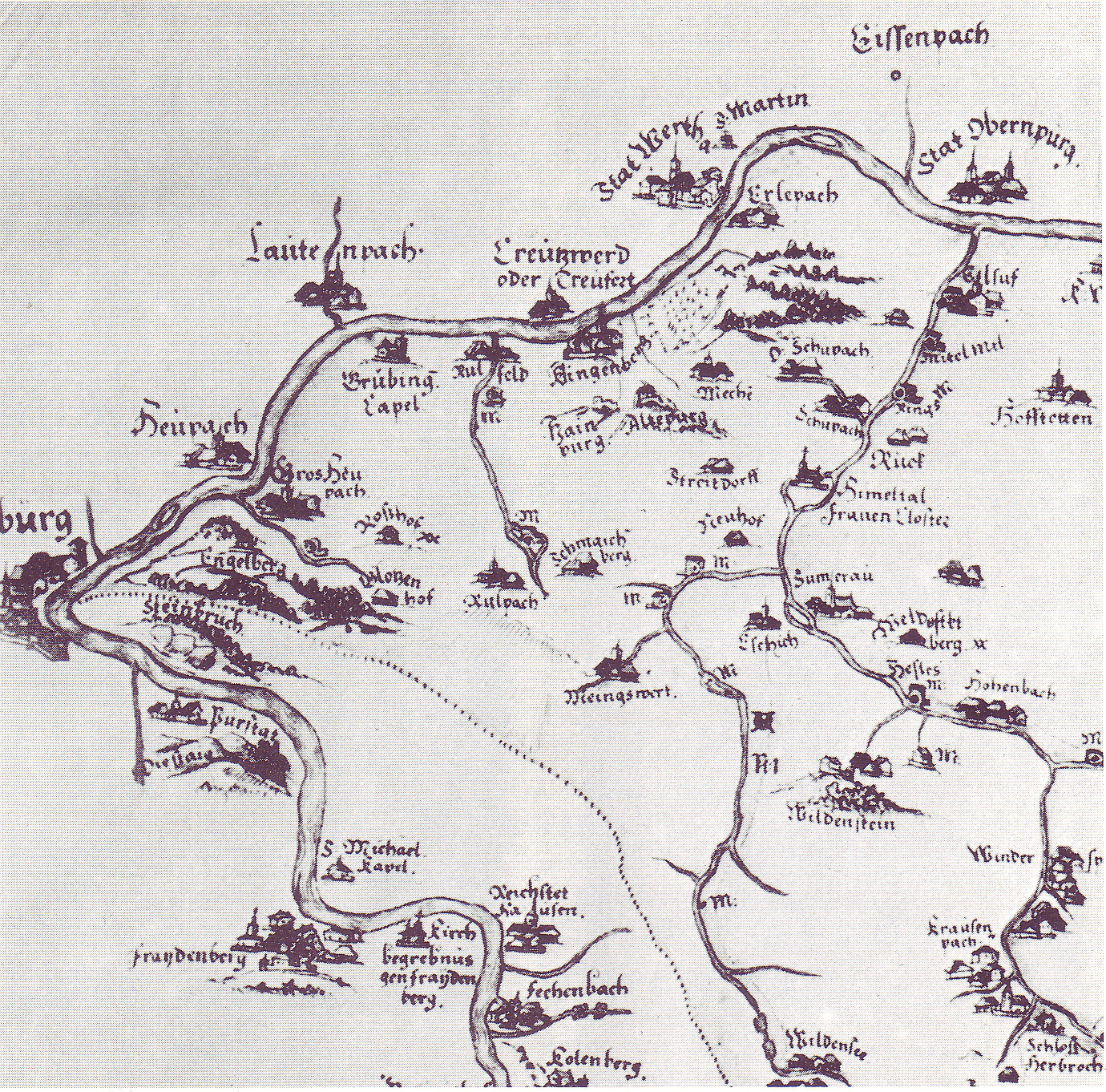
Sommerau („Sumerau“) in der Karte des Spessarts von Paul Pfinzing von 1594 (Norden ist rechts)

Sommerau liegt im südwestlichen bayerischen Teil des Spessart an der Elsava in der Region Bayerischer Untermain. Der Ort liegt an der Staatsstraße 2308 (Deutsche Ferienroute Alpen–Ostsee) zwischen Obernburg (Bundesstraße 469) und Mespelbrunn bzw. ab Hobbach über die Staatsstraße 2317 nach Dammbach und Rohrbrunn zur (Bundesautobahn 3). Seit Montag, 17. Juli 2017 rollt der Autoverkehr über die neue Umgehungsstraße an Sommerau vorbei.
Sommerau liegt ca. 18 km von der Kreisstadt Miltenberg, ca. 10 km von Obernburg am Main (ehemalige Kreisstadt), ca. 25 km von Aschaffenburg, ca. 70 km von Frankfurt am Main und ca. 70 km von Würzburg entfernt.

### Nachbargemarkungen
Folgende Gemarkungen grenzen an das Ortsgebiet von Sommerau:
| Eichelsbach | Hobbach                                     |        |
| Rück        | Kompassrose, die auf Nachbargemeinden zeigt |        |
|             |                                             | Eschau |

## Geschichte
Bodenfunde bezeugen eine bereits jungsteinzeitliche Besiedelung der Region. Das Gebiet um Eschau und Sommerau war bereits vor mehr als 5000 Jahren besiedelt, davon zeugen bandkeramische (bronzezeitliche) Gräberfunde nordwestlich von Sommerau bei Eichelsbach und auf Eschauer Gemarkung gegen Mönchberg hin. Aus vorfränkischer Zeit hat es vermutlich keine kontinuierliche Besiedlung gegeben. Für den Zeitraum um 1600–700 v. Chr. lässt sich eine relativ dichte Besiedlung durch Hügelgräber bei Eichelsbach belegen.
Der Spessart hat eine wechselvolle Geschichte. Zunächst war er kaiserlicher Bannforst und diente vor allem der Jagd. In der Folge waren lange Jahrhunderte die Mainzer Erzbischöfe die Landesherren. Erst ab dem 12. und 13. Jahrhundert duldeten sie die Besiedlung des Spessarts.
Der Spessart wurde immer von außen regiert. So wurde er beherrscht durch das Erzbistum Mainz (→ Geschichte des Bistums Mainz), das Hochstift Würzburg, sowie einige kleinere Herrschaften, wie zum Beispiel die Grafen von Rieneck.

### Ortsgründung bzw. erste Nennung
Die erste, wenngleich indirekte Nennung einer Burg bzw. eines Ansitzes in Sommerau, findet sich in einer Urkunde aus dem Jahre 1277. Damals gaben der Ritter Gernod von Fechenbach, Vicedom des Erzbischofs zu Mainz, genannt von Sommerau („dictus de Sumerawe“), und dessen Ehefrau Juta dem Kloster Himmelthal, in das ihre Tochter Mechtildis als Nonne eintrat, Abgaben von ihrem Hof in Eschau („Eschehe“). Als eigentlicher Ortsname taucht Sommerau erstmals in einer Urkunde desselben Klosters aus dem Jahre 1354 als „Summerawe“ auf (siehe unten – Pfarreigründung). Er bezeichnet ein im Süden auf der Sonnenseite gelegenes Gelände in der Aue, das heißt im feuchten Wiesengrund.

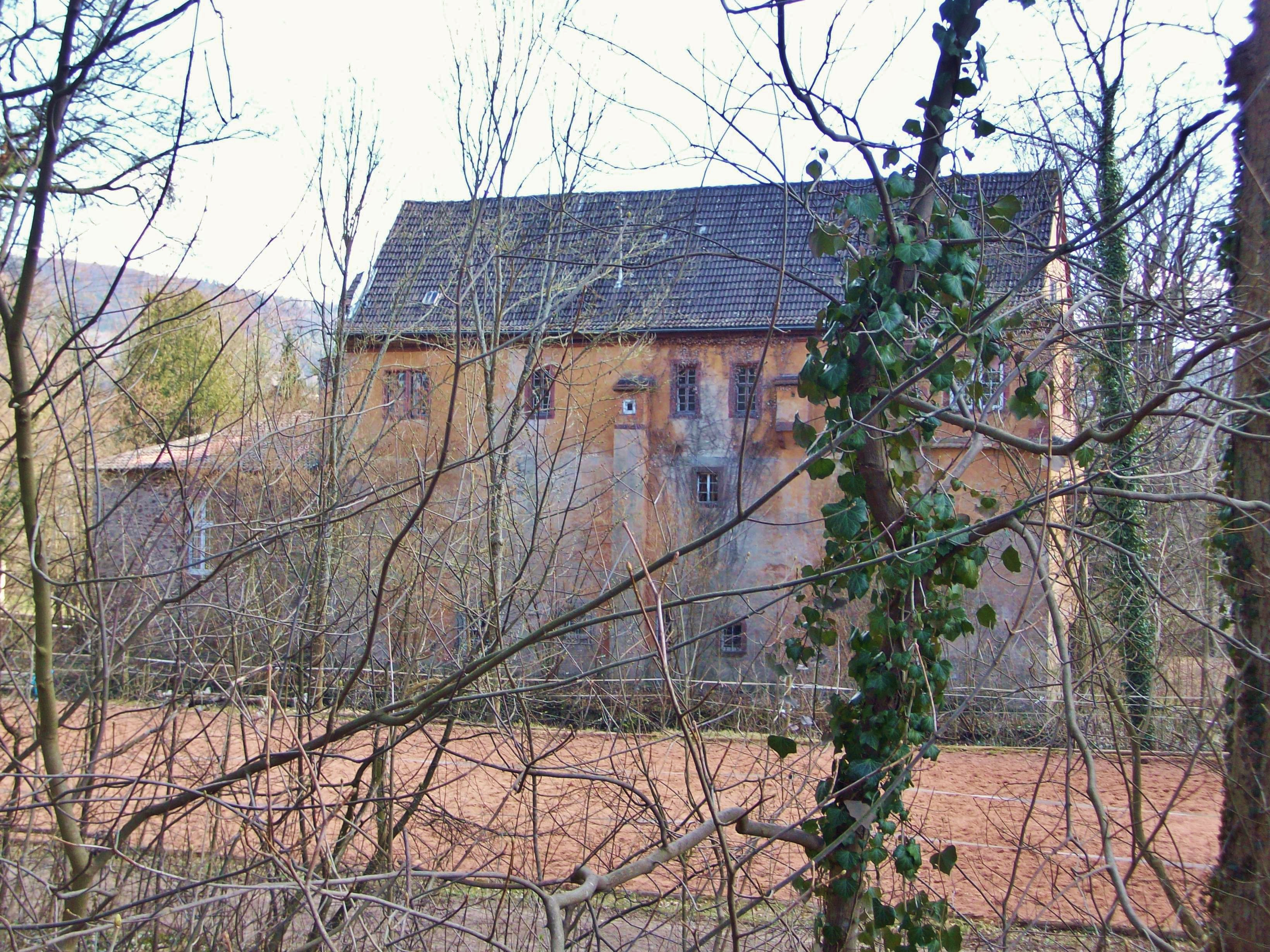
Wasserschloss Sommerau im heutigen Eschau, Nordwestansicht

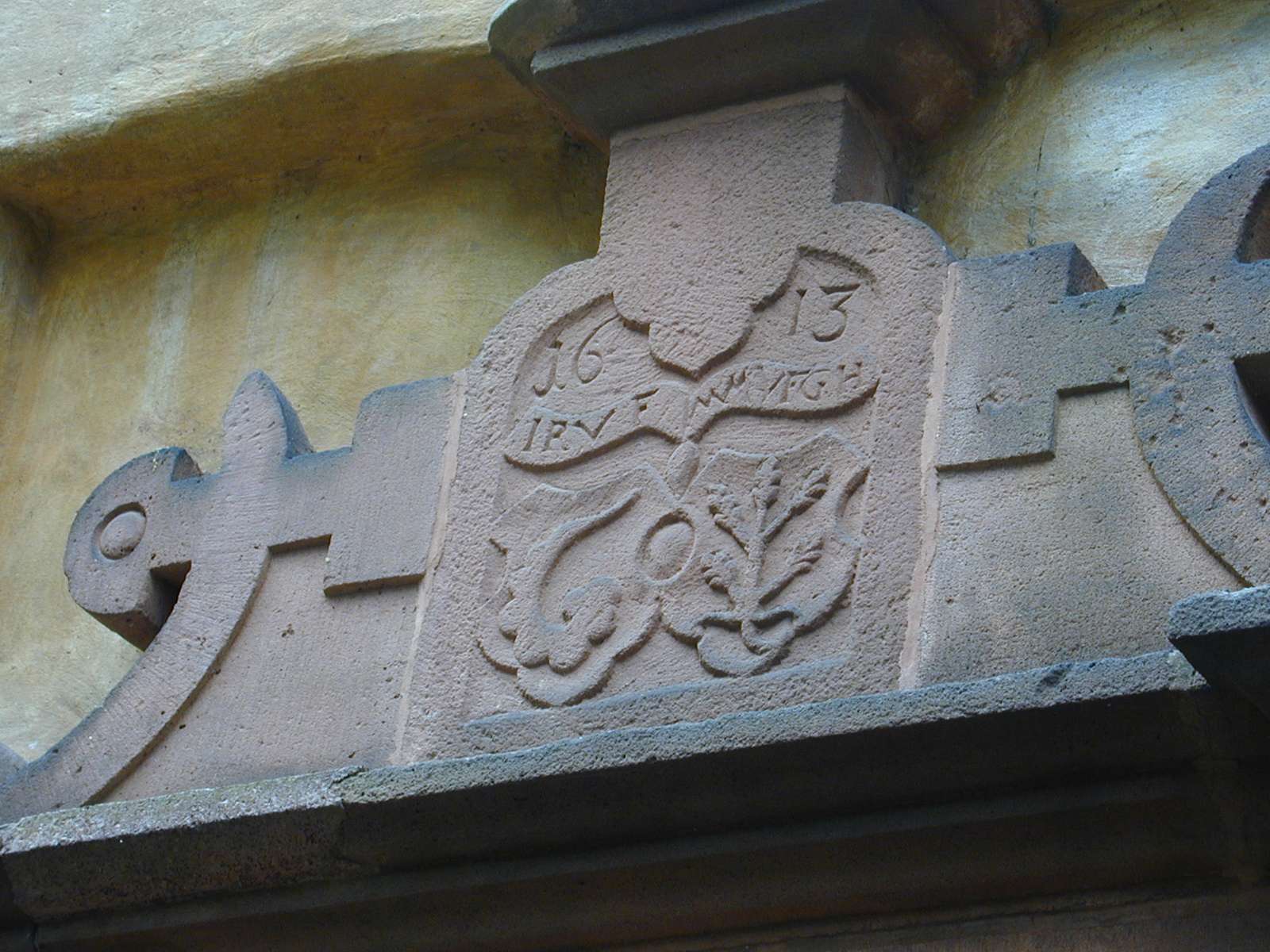
Eingangswappen am Renaissancebau: Allianzwappen Fechenbach und Hettersdorf

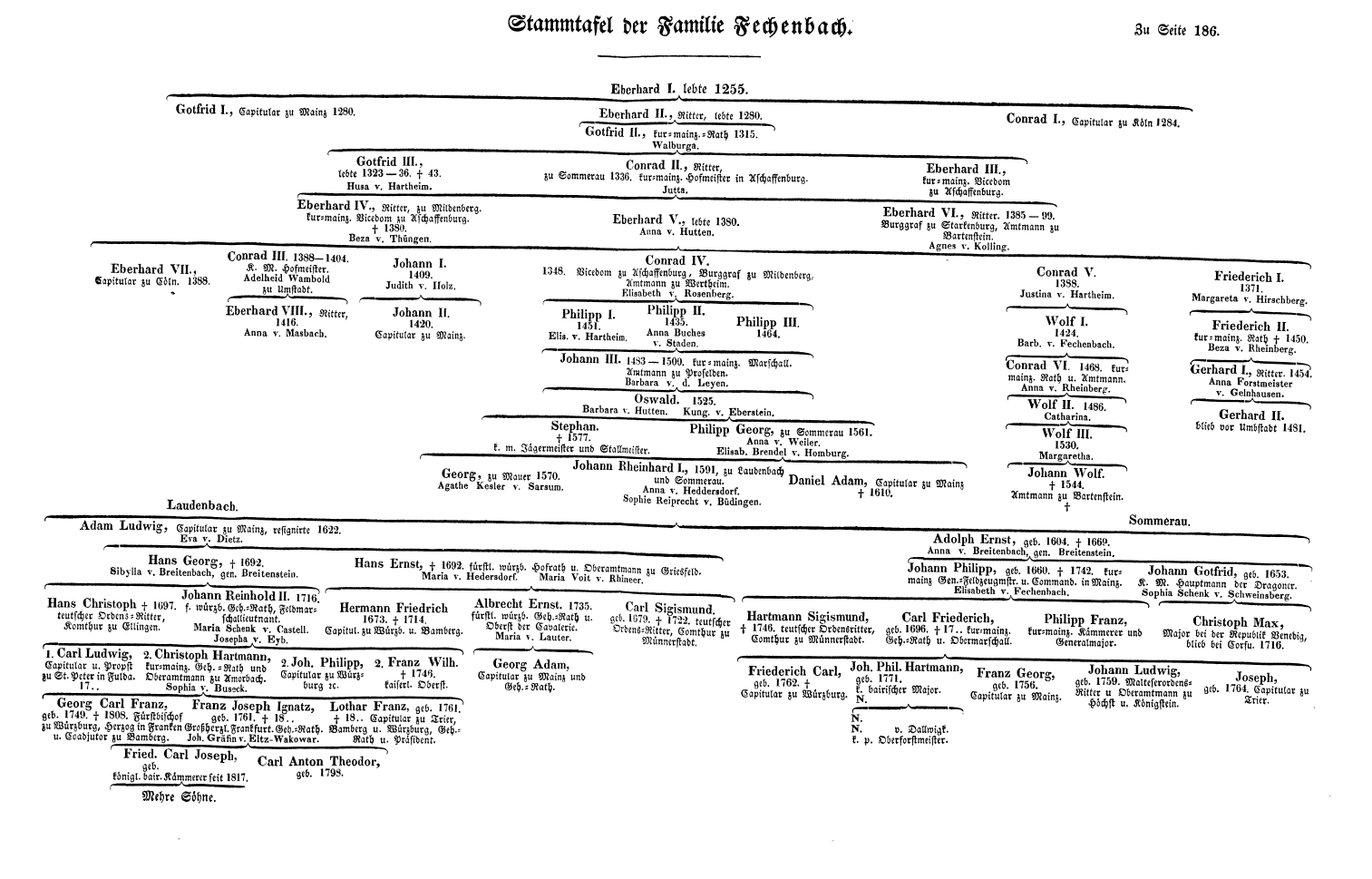
Stammtafel der Familie Fechenbach, von 1845

In der älteren Literatur gilt ein Eberhard von Fechenbach (Vechinbach) als Erbauer des Sommerauer Schlosses, der die Anlage um das Jahr 1143 errichtet haben soll. Allerdings lässt sich für diese 1891 von Freiherr Friedrich Karl Konstantin von Fechenbach aufgestellte Behauptung heute keine Quelle mehr nachweisen. Der Kreisheimatpfleger Wolfgang Hartmann trug deshalb in seinem jüngsten Beitrag (2009) über die frühe Geschichte des Sommerauer Schlosses berechtigte Zweifel an dieser Zuordnung vor. Mitte des 12. Jahrhunderts errichtet, würde es sich um einen der ältesten Adelssitze im Spessart handeln. Die Erbauung einer Niederadelsburg in einer Talaue in dieser Zeit ist zwar theoretisch denkbar, fügt sich jedoch im Elsavatal schwerlich in den regional- und lokalgeschichtlichen Kontext. Vielmehr steht die frühe Geschichte von Sommerau mit dem Mainzer Erzbistum einerseits und den Grafen von Rieneck andererseits in Verbindung, also mit den beiden Territorialmächten, die im 13. Jahrhundert um die Vorherrschaft im Spessart kämpften. Bischof Werner von Eppstein begann nach seinem Amtsantritt 1259 die Machtansprüche der Grafen rigoros zu beschneiden. Er ließ die Burg Wildenstein nahe Eschau erobern und rang den Rieneckern die Zusage ab, im westlichen Spessart keine Burg oder sonstige Befestigung mehr zu erbauen. Dennoch begannen diese 1261 mit der Errichtung einer Befestigung in Eschau. Nachdem der Versuch einer Schlichtung gescheitert war, ließ der Erzbischof den Wehrbau der Grafen zerstören und begann seinerseits mit dem Bau einer Burg in Eschau. Nach erneuten Verhandlungen kam es zwischen den Brüdern Ludwig, Gerhard und Heinrich von Rieneck und dem Erzbischof von Mainz zu einem Abkommen: Die Grafen erklärten sich zu einem noch umfassenderen Verzicht auf Burgenbauten bereit und im Gegenzug ließ Bischof Eppstein sein „castrum esche“ wieder abbauen. 1271 war damit der erbitterte Kampf um die Herrschaft im Spessart zugunsten des Mainzer Erzstiftes entschieden.
Die Darstellung der geschichtlichen Ereignisse lässt die Vermutung zu, dass es jenseits der Elsava damals noch keine befestigte Anlage gab. Auf den Standort des „castrum esche“ gibt es bislang keine näheren Hinweise. Seine Lage im Bereich der späteren Wasserburg auf Sommerauer Seite erscheint aus dem historischen Zusammenhang heraus fragwürdig.
Von großer Bedeutung für die Frühgeschichte von Sommerau ist das so genannte Mainzer Koppelfutterverzeichnis (um/nach 1250), ein Abgabenverzeichnis für von der Herrschaft eingeräumte Weiderechte, das die Siedlungsverhältnisse der Gegend Mitte des 13. Jahrhunderts widerspiegelt. Die jüngste Forschung ist nicht mehr davon überzeugt, dass der dort genannte, zwischen Himmelthal und Eschau gelegene Ort „Sahsen“ mit dem heutigen Sommerau gleichzusetzen ist. Vielmehr sieht man darin eine wüst gefallene Siedlung in dem Bereich, wo die von Mönchberg, Streit und früher auch von Klingenberg her kommenden Altwege auf die Talstraße treffen. Der entsprechende Hinweis auf Eschau lautet „Escehe ex altera parte“, das heißt, es handelte sich hier um einen Teil der Siedlung „auf der anderen Seite“ (Anmerkung: Siedlung rechts der Elsava), die das Koppelfutter zu entrichten hatte. In den vergleichbaren Orten Faulbach und Altenbuch wurde die Abgabe nur von dem Teil erhoben, der auf Mainzer Seite des den Ort rechtlich trennenden Baches lag. Wie spätere Quellen nahelegen, war der ältere Siedlungsteil, also das links der Elsava gelegene Eschau, vom Koppelfutter befreit. Das Register und die Zusammenhänge lassen deutlich erkennen, dass es damals noch keinen Ort mit dem Namen Sommerau gab und dass die rechts des Baches gelegene Ansiedlung zu dieser Zeit noch bzw. ebenfalls Eschau hieß.
Der oben genannte Ritter Gernod „von Sommerau“ war ein Angehöriger der nach ihrem Beinamen Kottwitz benannten Ritterfamilie und bekleidete damals das Amt des mainzischen Vizedoms zu Aschaffenburg. Die Bedeutung der Aschaffenburger Vizedome für die Burgenpolitik im Spessart zeigt sich unter anderem auch im nahe gelegenen Mönchberg sowie bei der jüngst ergrabenen Burg Waldenberg nordwestlich von Sommerau. Bald nach der Unterwerfung der Rienecker in ihrem Streit mit dem Mainzer Erzstift erfolgte offensichtlich die Erbauung der Burg Sommerau durch Erzbischof Werner von Eppstein und seinen Vizedom Gernod Kottwitz, der sich daraufhin nach Sommerau benannte. Möglicherweise wurde der Bau bereits unter dessen Vorgänger im Amt, einem gewissen Gozzo, der vermutlich ebenfalls ein Kottwitz war, begonnen, was die ganerbenschaftliche Teilung der Anlage erklären würde. Die Burg verkörperte nicht nur die Machtansprüche der Mainzer, sondern stellte auch eine Gegenposition zum Besitzkomplex Wildenstein-Eschau-Himmelthal der Grafen von Rieneck im mittleren Elsavatal dar. Offensichtlich übernahm Sommerau einen räumlich konzentrierten Teil der Funktionen, die ursprünglich der Burg Wildenstein zugedacht waren, die sich zur Zeit ihrer Zerstörung in der Hand der Rienecker befunden haben dürfte. Die Burg Sommerau wurde nicht, wie bisher angenommen, um 1143 durch die Ritter von Fechenbach errichtet, sondern ab bzw. nach 1271 von den Kottwitz in ihrer Eigenschaft als Vizedome des Mainzer Erzbischofs errichtet. Der gewählte Name „Sommerau“ verdrängte dabei den zuvor die beiden Siedlungsteile rechts und links der Elsava umfassenden Ortsnamen Eschau und beschränkte ihn auf die links des Bachlaufs gelegene, von den Rieneckern beherrschte Muttersiedlung.

### 19. bis 20. Jahrhundert

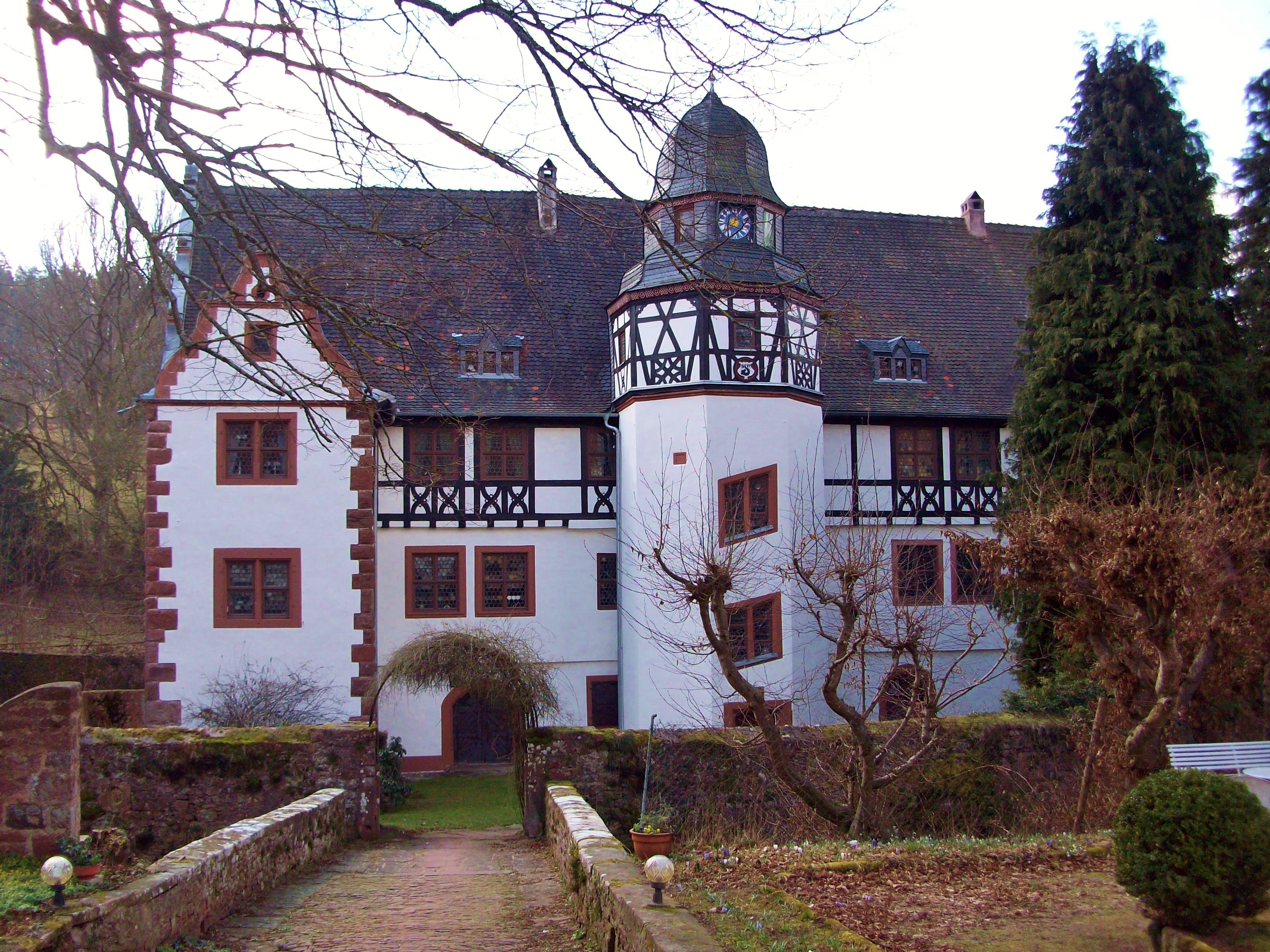
Wasserschloss Oberaulenbach, Nordostseite, Eingangsbereich mit Treppenturm, am Turm das Wappen der Kottwitz von Aulenbach

Bis zum Reichsdeputationshauptschluss im Jahre 1803 gehörte Sommerau zum Mainzer Kurfürstentum, im Anschluss daran zum neu gegründeten Fürstentum Aschaffenburg, welches 1810 im Großherzogtum Frankfurt aufging. 1814 kam Sommerau zum Königreich Bayern. Als Ergebnis des den Befreiungskriegen gegen Napoleon Bonaparte folgenden Wiener Kongresses 1814/15 musste Bayern seine österreichischen Zugewinne im Vertrag von München großenteils wieder aufgeben, bekam aber zum Ausgleich Teile der Pfalz sowie die fränkischen Gebiete um Würzburg und Aschaffenburg. Im Zuge der Verwaltungsreformen in Bayern entstanden mit dem Gemeindeedikt von 1818 die selbständigen Gemeinden.
Nach dem Historischen Atlas von Bayern Unterfranken-Obernburg wurden Schloss und Wald Aulenbach (Wasserschloss Oberaulenbach) am 12. September 1838 von Hobbach (Landgericht Obernburg) getrennt und Sommerau (Landgericht Klingenberg) einverleibt.
Im Jahr 1862 wurde das Bezirksamt Obernburg gebildet, auf dessen Verwaltungsgebiet Sommerau lag. Wie überall im Deutschen Reich wurde 1939 die Bezeichnung Landkreis eingeführt. Sommerau war nun eine der 35 Gemeinden im Landkreis Obernburg am Main (Kfz-Kennzeichen OBB – seit 15. Januar 2018 wieder möglich). Mit Auflösung des Landkreises Obernburg am 1. Juli 1972, kam Sommerau in den neu gebildeten Landkreis Miltenberg (Kfz-Kennzeichen MIL).
Mit der Inbetriebnahme der Bahnstrecke Obernburg-Elsenfeld–Heimbuchenthal im Januar 1910 wurden Eschau und Sommerau mit dem Bahnhof Eschau-Mönchberg und dem Haltepunkt Eschau-Sommerau verkehrstechnisch an das Maintal angeschlossen.

#### Eingemeindung nach Eschau
Am 1. Mai 1978 wurde die bis dahin selbstständige und von der Landwirtschaft geprägte Gemeinde Sommerau mit dem Wasserschloss, dem Schafhof (einem ehem. Gutshof der Freiherrn von Fechenbach/Aufseß, seit 1955 in Privatbesitz), der Hesselsmühle (mit ehem. 3 Wasserrädern zum Antrieb von Mahl-, Öl- und Sägemühle), der Neumühle (Mahl- und Sägemühle), meist „Geißheckenmühle“ genannt, erbaut 1862/63, nach Einstellung des Mühlenbetriebes 1964 Gaststätte – „Landgasthof Geißheckenmühle“, und Schloss Oberaulenbach, mit ca. 450 ha Wald und ca. 70 ha Feld und Wiesen, nach Eschau eingemeindet. Sommerau hatte zur Zeit der Eingemeindung eine landwirtschaftliche Nutzfläche von 301 Hektar und eine Gebietsfläche von 11 km².

## Geschichte der Hesselsmühle
Die Geschichte der Hesselsmühle reicht bis in das 15. Jahrhundert zurück, als sie in einer Bestandsaufnahme von Liegenschaften der Freiherrn von Fechenbach als „Haslismühle“ erwähnt wird. Über die Verstrickung des Hesselsmüllers Jakob Hock in die Bauernaufstände von 1525, und den von ihm veranlassten Überfall auf das Schloss Sommerau, hat der Eschauer Pfarrer Karl Heinrich Caspari berichtet. Auch in den „Spessart-Sagen“ von Valentin Pfeifer ist die Sage über den Hesselsmüller und seine Verbündeten im Bauernaufstand zu finden.
Im 16. Jahrhundert lässt sich eine Wassernutzung in Form einer Getreidemühle mit Mahlwerk, angetrieben von einem oberschlächtigen Wasserrad mit über 3,5 m Durchmesser nachweisen. Mit einem zweiten Wasserrad gleichen Ausmaßes wurde eine Ölmühle, die aus einem Stampfhammer bestand, über eine Transmission betrieben. Ein etwa 4 m langer Holzstamm von ca. 30 cm Durchmesser wurde mit Wasserkraft bis zu einem bestimmten Punkt hochgezogen, an dem er sich auslöste und auf die Ölfrüchte hinabsauste, die auf einer dicken Steinplatte lagen. Die Platte war mit einem Holzkasten eingefasst, damit das Rapsöl aufgefangen werden konnte. Seitlich befand sich ein Auslauf für das Öl, das anschließend am offenen Feuer erhitzt und dadurch haltbar wurde. Ein drittes Wasserrad sorgte schließlich für den Antrieb eines Gatters zum Schneiden von Stammholz. Mit diesen drei Funktionen konnte die Wasserkraft ganzjährig genutzt werden. Als Mahl-, Öl- und Schneidmühle ging die Hesselsmühle im Jahr 1777 in den Besitz des Franz Anton Baumann (1746–1814) über und wurde von seinen Nachkommen über fünf Generationen weitergeführt. In wessen Besitz die Hesselsmühle bis zum Jahr 1777 gewesen ist, wäre noch eine interessante Forschungsaufgabe. Evtl. kommt eine Familie Laimeister in Betracht. Ein „Laimeister“- Grabstein befindet sich an der Pfarrkirche in Sommerau mit verschiedenen Datierungen (1666 bis 1684).
Franz Anton Baumann war in Reicholzheim geboren und in 1. Ehe mit Maria Barbara geb. Hildebrand aus Neunkirchen verheiratet. Aus der 2. Ehe (1801) mit Eva, geb. Grün (1776–1830) von der Geishöhe, stammt der Erbnachfolger Peter Baumann (1807–1888). Er war verheiratet mit Maria Anna geb. Neff (1805–1887) aus Mönchberg. Danach betrieb die Mühle deren Sohn Jakob Sebastian Baumann (1850–1893). Er heiratete 1878 Maria, geb. Pfeifer (1858–1927) aus Eichelsbach. Nach Jakob Sebastian wurde der Sohn Anton Baumann (1879–1925) Müller auf der Hesselsmühle. Er heiratete 1913 Emilie, geb. Ackermann (1887–1976) aus Sommerau. Nach der Übernahme der Mühle durch ihren Sohn Anton, zog Maria Baumann, geb. Pfeifer in das sog. „Baumannshaus“ in Sommerau, das der Familie Baumann gehörte.
Der Umfang des Mühlenbetriebes entsprach einem kleinen Unternehmen. So waren vor dem Unfalltod des Hesselsmüllers Anton Baumann folgende Personen beschäftigt: Anton Baumann war Chef und Getreidemüller, Franz Happel aus Krausenbach war der Ölmüller, Karl Happel aus Sommerau war für das Sägewerk zuständig, Heinrich Wolf aus Roßbach war als Landwirt beschäftigt und Klara Wolf aus Roßbach arbeitete im Haushalt der Hesselsmühle.
Nach einem tödlichen Betriebsunfall des Hesselsmüllers Anton Baumann, am 24. November 1925, endete die Mühlennutzung. Die Witwe Emilie Baumann heiratete im Januar 1930 den Ende 1928 verwitweten Landwirt Heinrich Pfeifer (1885–1950) und zog mit ihrer Tochter Rosa Baumann in das Pfeifer-Haus („Thedors-Anwesen“) in Sommerau.
Für wenige Jahre (ca. 1930 bis 1933) wohnte und bewirtschaftete der Zwillingsbruder von Emilie Baumann, Josef Ackermann (1887–1973) mit seiner Familie das Mühlenanwesen. Im Einwohnerbuch von 1931 ist er als Landwirt und Müller auf der Hesselsmühle genannt. Es wurde aber nur noch Getreide geschrotet. Josef Ackermann und Josefine, geb. Zimmermann (1894–1982), die aus Hobbach stammte, übernahmen anschließend das elterliche landwirtschaftliche Anwesen in Hobbach.
Im Jahr 1954 kam die Hesselmühle in den Besitz der Familie Hermann Aichinger (1899–1972) und Franziska, geb. Fuchs (1909–1966). Beide stammten aus der Oberpfalz und wohnten bereits seit ihrer Hochzeit 1933 in der Hesselsmühle. Der älteste Sohn Alfred Aichinger (1936–1993) und seine Frau Olga, geb. Mützel (1935–2016) aus Stettbach bei Schweinfurt, eröffneten 1966 ein Gasthaus mit Pensionsbetrieb. Die Hesselsmühle war bis 2020 im Besitz der Familie von Manfred und Bettina Aichinger.
Das Wassertriebwerk diente noch bis 1955 zur Stromerzeugung. Alfred Aichinger ließ eine Wasserturbine einbauen, die das Wasserrad ablöste. Die eigene Stromgewinnung aus Wasserkraft wurde 1974 durch den Anschluss an das öffentliche Stromnetz ersetzt.

## Geschichte der jüdischen Gemeinde
In Sommerau bestand in enger Verbindung zu Eschau eine kleine jüdische Gemeinde (1924: Israelitische Kultusgemeinde Eschau-Sommerau) bis 1934. Ihre Entstehung geht in die Zeit des 18. Jahrhunderts zurück. Im Realschematismus der Diözese Würzburg von 1897, werden in Sommerau 30, in Eschau 32 und in Hobbach 9 Seelen (Einwohner) mit israelitischer Religion genannt.
An Einrichtungen hatte die Gemeinde in Sommerau eine Synagoge (erbaut um 1787), einen Raum für den Religionsunterricht der Kinder sowie vermutlich auch ein rituelles Bad. Die Toten der Gemeinde wurden auf dem jüdischen Friedhof in Reistenhausen beigesetzt. Zur Besorgung religiöser Aufgaben der Gemeinde war – in der 2. Hälfte des 19. Jahrhunderts – gemeinsam mit Eschau und anderen Nachbarorten ein Religionslehrer angestellt, der zugleich als Vorbeter und Schochet tätig war. So war von 1884 bis 1937 für Eschau, Sommerau, Hobbach und Mönchberg Lehrer Leopold Lehmann zuständig.
Im Ersten Weltkrieg fielen aus der jüdischen Gemeinde (Sommerau) Hugo Rothschild (geboren 16. April 1888 in Frankfurt am Main, gefallen 17. Dezember 1914) und Adolf Strauß (geboren 3. Oktober 1884 in Sommerau, gefallen 1. November 1914).
1933 lebten noch sieben jüdische Personen in Sommerau, die im darauf folgenden Jahr – nach Auflösung der jüdischen Gemeinde Sommerau der Gemeinde in Eschau zugeteilt wurden. 1935 wurde die Synagoge an einen Privatmann verkauft. Das Gebäude wurde zum Wohnhaus umgebaut und besteht noch heute (2018). 1938 waren noch zwei jüdische Personen am Ort, die beim Novemberpogrom 1938 verhaftet wurden. Am 17. Mai 1939 war kein jüdischer Einwohner mehr in Sommerau.

## Opfer der NS-Diktatur
Im Dritten Reich wurden vier jüdische Bürger deportiert: Das Ehepaar Gustav und Flora Wolf aus Sommerau verloren ihr Leben in Ostpolen, Jendele Marx aus Eschau im KZ Theresienstadt. Lina Mosbacher aus Eschau war 1934 in ein jüdisches Altersheim nach Frankfurt am Main verzogen; sie wurde von dort nach Theresienstadt deportiert und in Treblinka ermordet. Seit 28. Mai 2015 erinnert eine Gedenktafel am historischen Rathaus in Eschau an die Opfer der NS-Diktatur. Weitere jüdische Bürger waren an andere Orte verzogen und konnten zum Teil ihr Leben durch Auswanderung retten.
Auch der (nichtjüdische) Sommerauer Damenschneidermeister Adam Englert (geboren am 16. Dezember 1876), seine Frau Marcelle geborene Tauty war Französin, wurde verhaftet. Er wurde der Spionage verdächtigt und zum „Berufsverbrecher“ erklärt. Zunächst wurde Adam in das KZ Dachau verbracht, wenige Tage später wurde er in das KZ Mauthausen (Österreich) überstellt, Häftlingsnummer 725; dort wurde Adam Englert am 8. September 1941 ermordet. Eine Gedenktafel des Turn- und Sportverein (TuSpo) Sommerau auf dem Friedhof in Sommerau, neben dem Kriegerdenkmal, erinnert seit 1. November 2016 an Adam Englert, der 1919 Gründungsmitglied, später zwei Jahre Vorsitzender und dann Ehrenmitglied des Turnverein Sommerau war.

## Kultur – Sehenswürdigkeiten
- Wasserschloss Sommerau mit Parkanlagen der Freiherrn von Fechenbach/Aufseß (heute privat)
- Gutshof der Kottwitz (ab 1693 Freiherrn von Mairhofen), Hofmauer mit Rundbogentor, Pforte und bekrönendem Wappenlöwen, Sandstein, bezeichnet 1581. Gutshaus, zweigeschossiger Satteldachbau mit verputztem Fachwerkobergeschoss, hofseitige Freitreppe mit Rundbogenportal und Wappen, Sandstein bezeichnet 1575
- Ehemaliges Guts- und Verwaltungsgebäude der Freiherrn von Fechenbach (16. Jahrhundert, Anbau 18. Jahrhundert) mit Park (heute privat)
- neugotische Pfarrkirche St. Laurentius. Sie ist das Wahrzeichen von Sommerau und wird im Volksmund „Spessartdom“ genannt. Architekt war der Mainzer Dombaumeister Ludwig Becker. Ausführender Baumeister war August Schnatz aus Obernburg a. Main. Die Einweihung durch den Bamberger Weihbischof Adam Senger war am 6. Mai 1923.[7]
- Fachwerk-Schulhaus von 1822 (heute privat)
- Profanierte Pfarrkirche St. Laurentius, deren Ursprung im 14. Jahrhundert liegt. Das denkmalgeschützte Gebäude ist im Verfall begriffen.[8]
- Wasserschloss Oberaulenbach und die ehemaligen Wirtschafts- und Verwaltungsgebäude der adeligen Ortsherren

### Sehenswürdigkeiten in der Umgebung
- Zahlreiche sehenswerte Ausflugsziele liegen in der Nähe, z. B. die Burgruine Wildenstein, das Wasserschloss Mespelbrunn, die Kreisstadt Miltenberg, der Weinort Klingenberg am Main, die ehemalige Kreisstadt Obernburg am Main und Aschaffenburg mit seinen vielfältigen Sehenswürdigkeiten.

### Wanderwege
Durch Sommerau und das benachbarte Eschau führen einige Rundwanderwege, angelegt und ausgeschildert durch die örtlichen Wandervereine. Auch der Hauptwanderweg Nr. 18 des Spessartbundes Aschaffenburg-Freudenberg/M. führt durch die Sommerauer Gemarkung.

## Katholische Pfarrei/Kirchen St. Laurentius
Die Pfarrei St. Laurentius Sommerau (Einzelpfarrei) mit der Filiale in Hobbach und der Kirche Mariä Heimsuchung sowie der Alten Kirche St. Johannes der Täufer gehören zum Dekanat Obernburg im Bistum Würzburg.
Sommerau ist Sitz des katholischen Pfarramtes und des Pfarrers. Von Januar 1977 bis zum Ruhestand Ende Oktober 2018 war Otto Halk Pfarrer in der Pfarrei St. Laurentius. Pfarrer Franz Leipold, Leiter der Pfarreiengemeinschaft »Sankt Wendelinus Röllbach«, ist mit Wirkung zum 1. November 2018 auch zum Pfarradministrator der Einzelpfarrei Sommerau ernannt worden.
Sommerau hat zwei Kirchen. Die Neue Pfarrkirche und die Alte profanierte Pfarrkirche, ursprünglich 14. Jahrhundert.

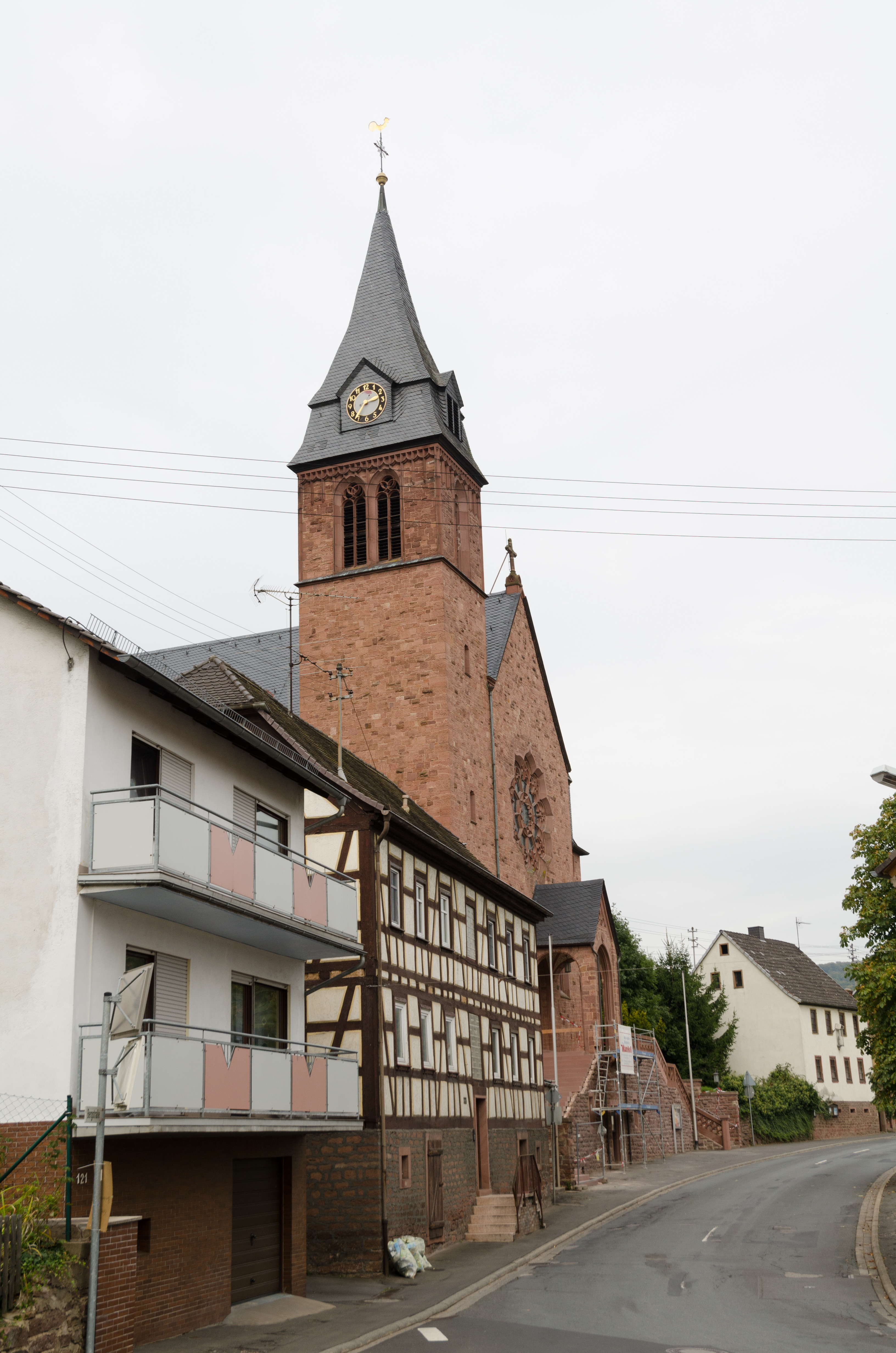
Neue Pfarrkirche St. Laurentius
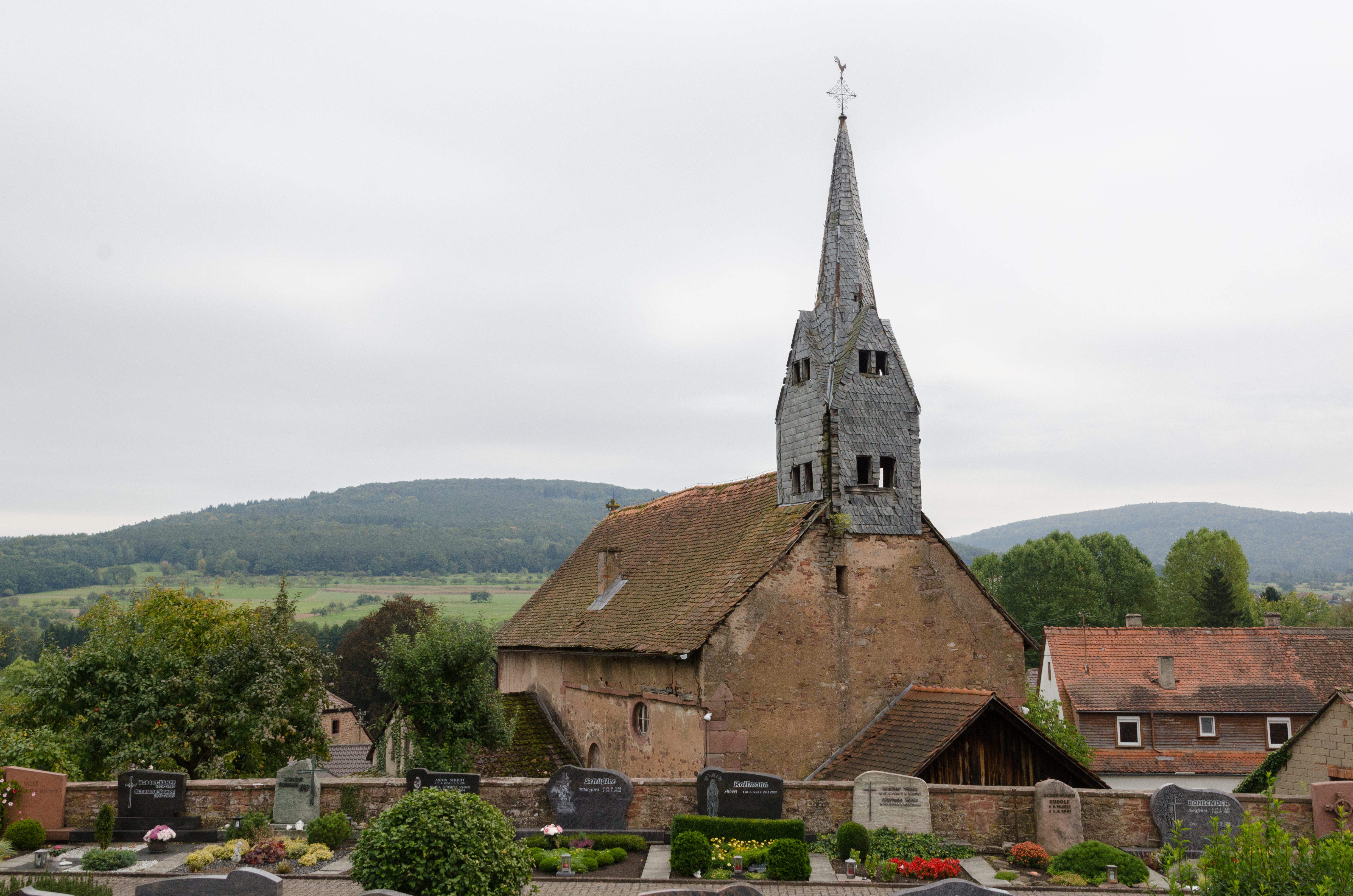
Alte profanierte Pfarrkirche St. Laurentius 14. Jh.
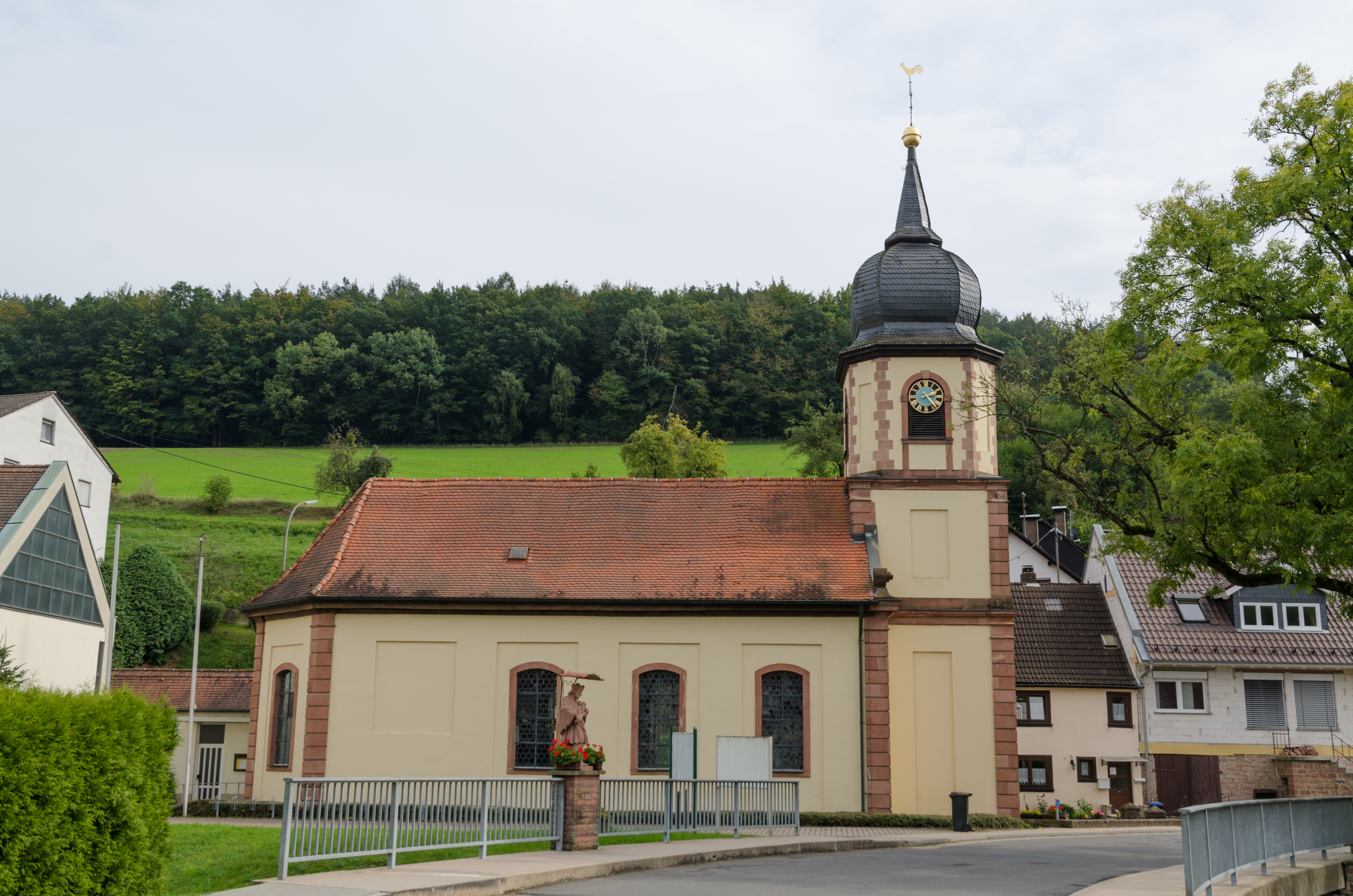
Alte Filialkirche St. Johannes der Täufer (Hobbach)

### Pfarreigründung
Wahrscheinlich im Jahr 1330 gründeten die niederadeligen Herren von Fechenbach in Sommerau eine eigene Pfarrei, zu der die Filialen Eichelsbach, Kinzbach (abgegangen/ausgestorben durch die Pest – vermutlich bereits im 16. Jahrhundert) und Hobbach gehörten. Durch die Synode von Kleinwallstadt um 1333, wurde die endgültige Trennung von der Mutterpfarrei Kleinwallstadt besiegelt. Über die Entwicklung der Pfarrei Sommerau, ihrer Pfarrer und Kirchen findet man bis 1683 nur vereinzelt Angaben in verschiedenen Quellen.
Ein am 11. Juni 1354 urkundlich erwähnter „Pfarrer Ulrich in Summerawe“ bestätigt die damalige Existenz einer örtlichen Pfarrkirche. Um 1379 wird Sommerau fest als Pfarrsitz genannt. Ein Pfarrer Ullrich Mynner (oder Meyner), Priester von Aschaffenburg und Pleban (Leutpriester) zu Sommerau, erscheint 1379 als Bürge für den Stiftsvikar Philemon Barth. Er starb am 16. August 1380.

### Alte Pfarrkirche St. Laurentius

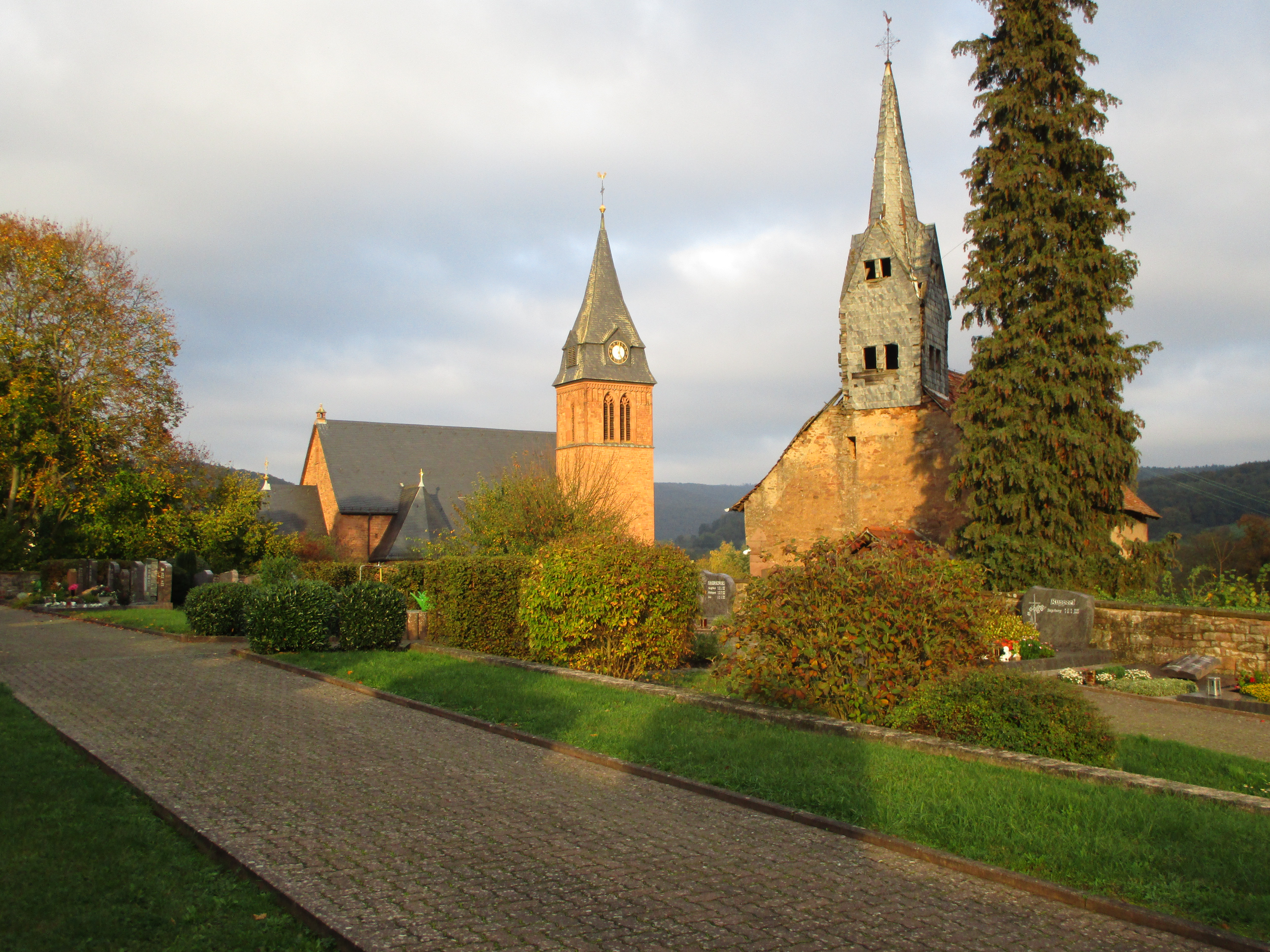
Neue und Alte Pfarrkirche St. Laurentius Sommerau (Foto 2019)

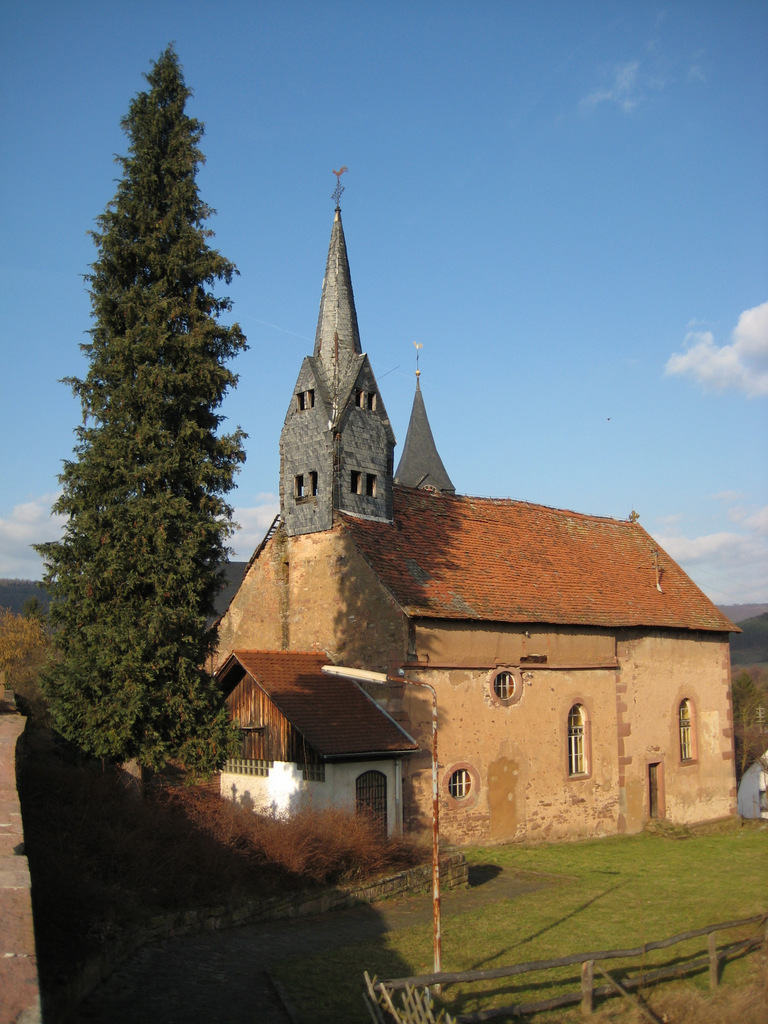
Die aus dem 14. Jh. stammende profanierte ehem. katholische Pfarrkirche St. Laurentius in Sommerau, baufällig (Foto 2009)

Profanierte Pfarrkirche St. Laurentius, ursprünglich 14. Jahrhundert. Das Kirchendenkmal befindet sich im Besitz der Kirchenstiftung der Pfarrei Sommerau. Das denkmalgeschützte Gebäude ist im Verfall begriffen. Eine zukünftige Nutzung als Kolumbarium wird derzeit diskutiert. Der Verband Deutscher Kunsthistoriker e. V. hat das Kirchendenkmal 2020 auf die „Rote Liste“ gesetzt.
„Die alte Kirche stellt für das Elsavatal ein geschichtliches Zeugnis ersten Ranges dar und verdient eine genauere Untersuchung der Baugeschichte. Eine Restaurierung insbesondere unter Dach und Fach ist dringend geboten.“ Das ist die Zusammenfassung der Expertise von Architekt Heinrich Kaupp aus Aschaffenburg im Jahr 1984. Nach einer Ortsbegehung 2006 schrieb Konservator Dr. Christian Dümler vom Bayerischen Landesamt für Denkmalpflege im Juli 2007 an die Untere Denkmalschutzbehörde im Landratsamt Miltenberg, dass die Alte Kirche „orts- und regional-geschichtlich von großer Bedeutung“ sei.
Die Alte Pfarrkirche St. Laurentius hat ein Satteldach und ist mit handgestrichenen Biberschwanzziegeln eingedeckt. Das Gebäude hat über der Westgiebel-Stirnwand einen verschieferten Giebelreiter mit Spitzhelm über Dreiecksgiebeln. Auf dem Turm ist ein Turmkreuz mit Wetterhahn, über dem Ostgiebel ein Sandsteinkreuz angebracht. Das Haus zeigt in der Innengestaltung gotische Formen, mit Kreuzrippengewölbe im Chor. Die gekehlten Rippen ruhen auf Runddiensten, die ohne Sockel dem Boden entwachsen. Der Chor ist durch eine gerundete Chorbogenmauer vom Langhaus getrennt. An der Ostgiebel-Stirnwand des Chores befindet sich ein Spitzbogenfenster mit gerader Leibung, strenges Maßwerk zweiteilig mit Vierpassteilung, über den Seitenteilen Dreipassteilung, mit gerader Leibung (von innen zugemauert, aber von außen sichtbar), darüber ein Rundfenster; an der Westgiebel-Stirnwand, neben dem früheren Auf-/Eingang zur Empore, ist ein einteiliges gotisches Spitzbogenfensterchen mit geschrägter Leibung zu sehen. Die übrigen Fenster, zwei auf einer Fensterachse im Langhaus, eines auf der Westseite des Chores. Es sind Rundbogenfenster mit rechteckigem Sandsteinprofil. Außerdem sind im Langhaus symmetrisch gegenüberliegend je zwei höhenversetzte ellipsenförmige Fenster, sog. „Ochsenaugen“, vorhanden. Das Langhaus hat eine flache Decke mit Unterzug, sie ist geometrisch gemustert mit profilierten Leisten. Chor und Langhaus haben ein gekehltes Dachgesims, bei Ersterem höherliegend. An der Westgiebel-Stirnwand, gut erkennbar, ist eine 1733 erfolgte Dachaufstockung auf die Höhe des Chores erkennbar. Die vorherige Firsthöhe wurde beibehalten. Diese Erhöhung war erforderlich geworden, um zusätzliche Plätze durch den Einbau einer Empore zu gewinnen. Der Haupteingang an der Westseite hat eine spitzbogige Form mit Sandsteingewände. Eine zweite Türe befindet sich auf der Südseite des Chorraumes, gegenüber der Türe zur vormaligen Sakristei, sie hat einen geraden Abschluss. Die Innenabmessungen betragen ca. L~17 m, B~7 m. Die Wandstärken betragen ca. 0,75–0,85 m, sodass sich Außenabmessungen ergeben: L~18,50 m, B~8,50 m. Die Traufhöhe beträgt ~7,50 m.
Vermutlich um 1900 begannen unter Pfarrer Ernst Ankenbrand, Pfarrer von 1899 bis 1902, und anschließend unter Pfarrer Nikolaus Schnall (1872–1948), der von 1902 bis 1920 Pfarrer in Sommerau war, die Planungen, die alte Kirche zu erweitern. Beauftragt wurde der Dombaumeister Ludwig Becker aus Mainz. Später favorisierte Pfarrer Schnall einen Neubau, doch die Standortfrage musste erst geklärt werden. Im Jahr 1910 wurden die Erweiterungspläne endgültig aufgegeben und die Kirchenverwaltung beschloss eine Neubauplanung, die 1911 beim selben Baumeister in Auftrag gegeben wurde.

### Neue Pfarrkirche St. Laurentius

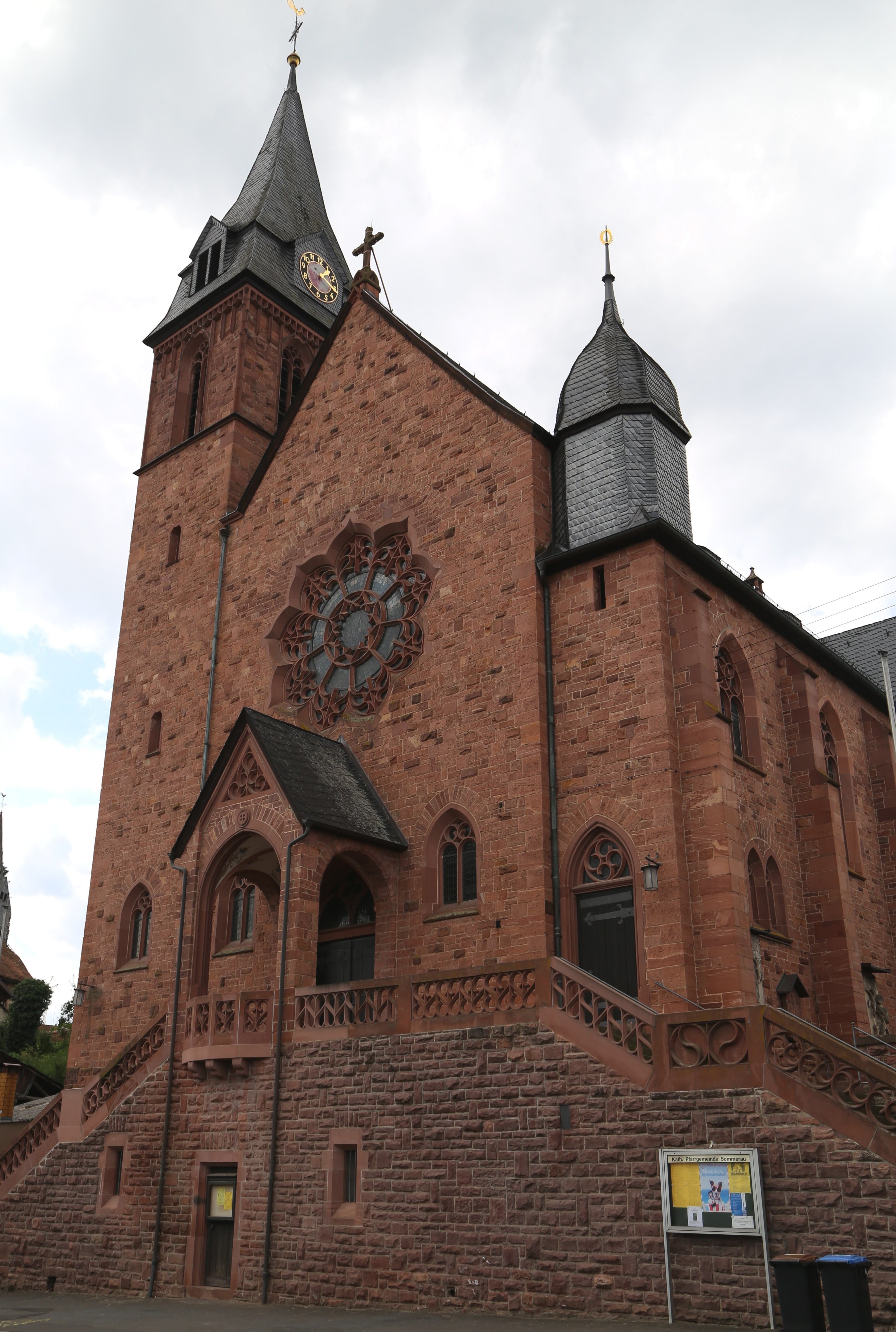
Pfarrkirche St. Laurentius Sommerau, Eingangsfassade, Treppenvorbau. Foto 2016

Die im neugotischen Stil erbaute Neue Pfarrkirche St. Laurentius wird im Volksmund auch „Dom im Spessart“ genannt.

#### Baugeschichte
Mit dem Bau der Kirche wurde unter Pfarrer Nikolaus Schnall (1872–1948) im Frühjahr 1913 begonnen, die Erdarbeiten wurden 1912 geleistet. Planer und Architekt war der Mainzer Dombaumeister Ludwig Becker. Aufgrund des Ersten Weltkrieges wurden die Bauarbeiten Anfang August 1914 eingestellt, denn die meisten Bauarbeiter und auch der ausführende Baumeister August Schnatz (1872–1973) aus Obernburg, wurden zum Kriegsdienst eingezogen. So konnte das Bauwerk erst am Anfang der 1920er Jahre unter Pfarrer Raphael Hahn (1883–1925) fertig gestellt werden. Die Einweihung durch den Bamberger Weihbischof Adam Senger erfolgte am 6. Mai 1923.
Die durch das Zweite Vatikanische Konzil bedingte, wesentliche Umgestaltung des Chorraumes, erfolgte 1980 unter Leitung des Architekten Heinrich P. Kaupp aus Aschaffenburg. Von dem Bildhauer Julian Walter aus Werneck-Vasbühl wurden aus Sandstein ein neuer Altar, Ambo und Sedilien (Sitze) im Altarraum geschaffen. Die Weihe des neuen Altars erfolgte am 4. Mai 1980 durch den Würzburger Bischof Paul-Werner Scheele.
Zum 90-jährigen Weihejubiläum 2013 wurde der Altarbereich unter Leitung des Architekten Helmut Becker (1935–2017) aus Klingenberg nochmals umgestaltet und bietet nun mehr Raum. Die Sedilien aus Sandstein, von 1980, wurden wieder entfernt und durch mobile Holz-Sitze ersetzt.

#### Architektur
Die beiden Treppenaufgänge an der Eingangsseite sind mit Sandstein-Postamenten verziert und ergeben ein harmonisches Gesamtbild. Epitaphe der Freiherrn von Fechenbach und ein bürgerlicher Grabstein sind an der rechten Außenseite der Kirche angebracht. Vor dem Hauptportal befindet sich eine kleine Eingangsvorhalle, die von 4 Pfeilern getragen wird; darüber befindet sich eine mächtige Maßwerkrosette.
Die Kirche selbst ist in Kreuzform erbaut, wobei allerdings das Querschiff nicht sehr deutlich sichtbar ausgeführt ist. An das Querschiff schließt sich der Altarraum an, der aus einem sechseckigen Chor und einem vorgelagerten Erweiterungsbau besteht, in dem die beiden Seitenaltäre aufgestellt sind. Der höher liegende Chorraum ist durch eine spitzbogig zulaufende mit roten Sandsteinen eingefasste Chorbogenmauer vom Erweiterungsbau getrennt. An diesen schließt sich das Kirchenschiff an, zu dem neben dem bereits erwähnten Querschiff noch das große Mittel- und zwei schmale Seitenschiffe gehören.

#### Fenster

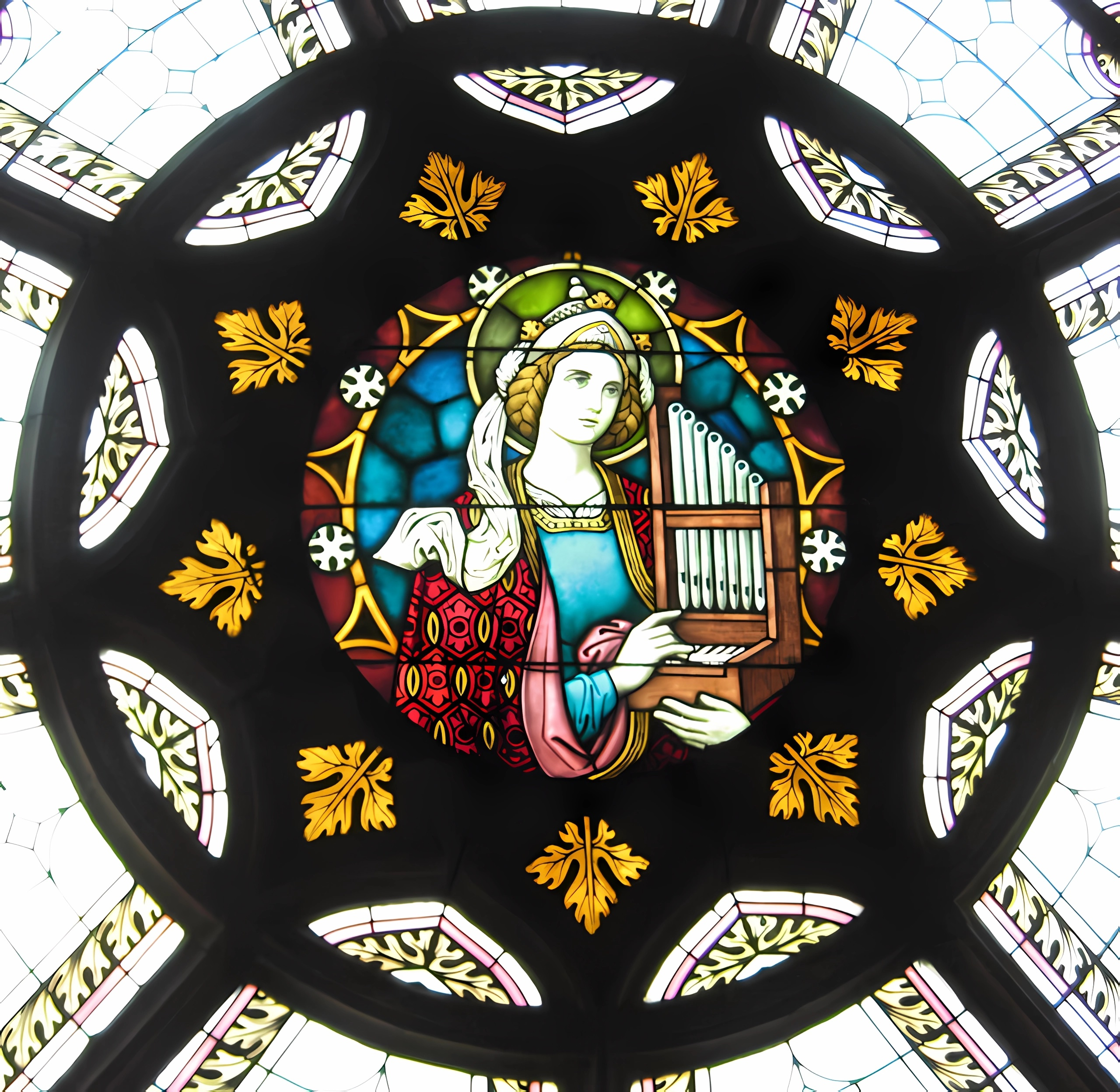
Pfarrkirche St. Laurentius Sommerau, Hl. Cäcilia in der Rosette

Die Fenster der Kirche haben gotische Formen, sie laufen spitzbogig zu und sind mit Maßwerk verziert. Im Langhaus und im Chor haben sie die gleiche Größe. Einige, wie die Fenster im Querschiff und links und rechts des Hauptaltars, enthalten Glasmalerei des Mainzer Künstlers Bernhard Kraus, mit Darstellungen aus dem Leben Jesu. Diese Motivfenster haben Stifter-Einträge. Die übrigen Fenster hatten (bis Oktober 2017) einfache, mit Blei eingefasste Rechteckscheiben und zeigen nur auf der Höhe des Maßwerks farbige Verglasungen. Die originale farbige Verglasung wurde bei der ersten Renovierung 1951 an 5 Fenstern ausgetauscht, um mehr Licht in das Kircheninnere zu bekommen. Im Oktober 2017 wurden diese 5 Fenster, nach dem Muster der kleinen Fenster neben dem Haupteingang und im Turm, wieder neu gestaltet. Auf der Empore, unterhalb des Dachreiters, ist ein halb so hohes Fenster, mit bunter Ornamentverglasung im Original (um 1920) erhalten geblieben. Unter der Empore, beim Seiteneingang, befindet sich ein kleineres Doppelfenster, in den Nischen links und rechts des Haupteinganges sind ebenfalls jeweils kleinere Spitzbogenfenster, alle mit Maßwerk und farbiger Ornamentverglasung; auf gleicher Höhe befindet sich ein solches noch im Turm. Beide Eingangsportale werden durch spitzbogig zulaufende Aufsätze mit Maßwerk und Ornamentverglasung geschmückt. Ein markantes Kennzeichen des „Spessartdomes“ ist die sehr schöne farbige Rosette an der Eingangsseite. In ihr wird die Hl. Cäcilia, die Schutzpatronin der Kirchenmusik, dargestellt.

#### Inneneinrichtung
Die Inneneinrichtung wurde 1926 aus der alten Kirche übernommen. Die drei barocken Altäre stammen aus dem Jahr 1733. Die bestellten neuen Altäre konnten infolge des Ersten Weltkrieges nicht mehr realisiert werden. Auch ein 1923 beschlossener Orgelneubau kam wegen der Inflation nicht mehr zustande.
Der Hochaltar im Chor hat zwei Altarblätter. Das untere stellt Christus am Kreuz mit Assistenzfiguren dar. Es ist umgeben von je drei Säulen, vor denen jeweils eine Heiligenstatue aufgestellt ist: links der Hl. Laurentius der Kirchenpatron mit dem Rost und rechts die Hl. Katharina von Alexandrien mit dem Schwert. Darüber schließt sich ein Aufbau mit Rundbild an, das Gottvater zeigt; es wird von zwei kleinen Säulen umrahmt. Gekrönt wird der Aufbau von einer Statue des Hl. Georg zu Pferd mit dem Drachen zwischen Giebelstücken, auf denen Engel sitzen. Unmittelbar über dem Hauptbild befindet sich das Wappen der Freiherrn von Fechenbach.
Bedingt durch die Veränderungen in der Liturgie durch das 2. Vatikanische Konzil (1962 bis 1965), wurde der Chorraum wesentlich umgestaltet. 1980 wurde ein neuer Altar mit Ambo und Sedilien, aus rotem Sandstein, von dem Bildhauer Julian Walter (1935–2018) aus Werneck-Vasbühl geschaffen und von Bischof Dr. Paul-Werner Scheele am 4. Mai 1980 eingeweiht. – Bereits 2013 wurden die Sedilien wieder aus der Kirche entfernt!
Die beiden Seitenaltäre haben ungefähr den gleichen Aufbau: Das Altarbild wird jeweils von zwei Säulen umrahmt. Darüber befindet sich zwischen den Giebelstücken ein Aufsatz mit einem Rundbild. Auf den Giebelstücken sitzen Engelputten. Am linken Seitenaltar befindet sich eine Marienfigur mit Jesuskind auf dem linken Arm (um 1490). Die Statue wurde 1868, in dieser Zeit war Eduard Wolz aus Röllbach Pfarrer in Sommerau, aus der alten Kirche an Michael Wolz in Röllbach veräußert. Pfarrer Joseph Ball konnte 1953 das Original zurückgewinnen. Die Figur wurde von Leonhard Stock aus Lohr-Sendelbach nach vorgefundenen Farbresten der Urfassung restauriert und kam am 8. Dezember 1953 wieder in die Kirche.
Darüber befindet sich eine Darstellung der Hl. Theresia vom Kinde Jesu (Thérèse von Lisieux) von Carl Clobes aus Tückelhausen. Der rechte Seitenaltar zeigte eine Statue des Hl. Josef als Zimmermann, die 1980 aus Oberammergau erworben wurde. Das Bild darüber, ebenfalls von Carl Clobes, zeigt den Hl. Aloisius von Gonzaga.
Vor dem linken Seitenaltar ist der Taufstein aufgestellt, der auch aus der alten Kirche stammt; ein auf Balusterfuß gebuckeltes Becken mit dem Wappen der Freiherrn von Fechenbach auf dem Fußteil und der Jahrzahl 1669. Der Taufstein ist aus rotem Buntsandstein und hat einen neuzeitlichen Kupferdeckel.
Im Querschiff, auf der linken Seite, ist eine Marienfigur (um 1510) aufgestellt, rechts gegenüber steht eine Statue des Hl. Johannes Nepomuk (um 1740).
An der Stirnseite im rechten Seitenschiff wurde nach der Renovierung 2013 eine Nachbildung der berühmten Hallgartener „Schrötermadonna“ (Original um 1420) aufgestellt, sie stammt wie auch die Herz-Jesu-Statue auf der Stirnseite des linken Seitenschiffes aus der Werkstatt des Bildhauers Adam Winter aus Mainz-Kastel. Beide ursprünglich tonfarbenen Figuren, beschafft um 1952, haben seit der Renovierung der Kirche 2013 eine Farbfassung. Von Adam Winter stammen auch die beiden Weihwasserkessel unter der Empore beim Haupteingang mit alttestamentlichen Darstellungen und Motiven: Moses am Felsen, daraus Wasser schlagend; Naaman der Syrer, in den reinigenden Jordan steigend. Darunter der Durchzug durch das Rote Meer und die paulinische Stelle vom Harren der Schöpfung, das auf das Wasser bezogen die Sehnsucht nach Heil und Heiligung meint.
Der Kreuzweg, über dessen Herkunft nichts bekannt ist, hat sehr schöne geschnitzte Rahmen, die vermutlich auch aus der ehemaligen Holzschnitzschule im Wintersbacher Neuhammer stammen.
Vom Ensemble der ehemaligen Kommunionbank, verziert mit eucharistischen Symbolen, sind nach dem Umbau des Altarraumes 2013 nur noch 4 Einzelteile zu sehen, auf denen Ständer für Opferlichter angebracht wurden. Sie stammt ebenfalls aus den Werkstätten der damaligen Schnitzschule in Wintersbach, ebenso der Beichtstuhl und die Wangen der Kirchenbänke, die am Mittelgang zum Teil mit einem Stifter-Eintrag versehen sind.

#### Orgel
Die Orgel mit 19 klingenden Stimmen und einem Transmissionsregister, verteilt auf 2 Manuale und ein Pedal, wurde 1938 von der Firma Wilhelm Bader in Hardheim gebaut. Sie ersetzte die Orgel, die um 1863 von Balthasar Schlimbach (1807–1896) gebaut wurde. Diese stand zuvor in der Alten Sommerauer Pfarrkirche „St. Laurentius“. Von Sommerau gelangte sie nach Mespelbrunn im Spessart (Bistum Würzburg). Nach dem Bau der neuen Kirche in Mespelbrunn wurde sie 1976 von der Diözese Trier erworben und in ein Magazin eingelagert. 1985 wurde die Orgel nach Niederweis gebracht, dort restauriert und in der kleinen neugotischen Dorfkirche St. Johannes Evangelist auf einer eigens gebauten Empore aufgestellt. Niederweis ist eine Ortsgemeinde im Eifelkreis Bitburg-Prüm in Rheinland-Pfalz. Sie gehört der Verbandsgemeinde Südeifel an.

#### Glocken
Das erste Geläute wurde 1923 zur Einweihung der Kirche angeschafft. Diese Glocken wurden, mit Ausnahme der Kleinsten, für Rüstungszwecke, im Zweiten Weltkrieg eingeschmolzen. Die 4 Glocken von 1952, aus der Glockengießerei Karl Czudnochowsky (vormals Joseph Bachmair) – Erdinger Glockengießerei – in Erding, mit Schlagton – d' – f' – g' – a' –, ergeben den Spruch: „DEINEN FRIEDEN GIB ALLEN“. Das Geläute fällt in der Fachsprache unter die „harmonisch-melodischen Dispositionen“ – und wird als „Präfations-Motiv“ bezeichnet.
Die große Glocke, dem heiligen Herz Jesu geweiht, trägt die Inschrift „Die Liebe Gottes singe ich“ (1350 kg); auf der zweiten Glocke, der Mutter Gottes geweiht, steht „Das Heil der Menschen bringe ich“ (700 kg); die dritte, dem heiligen Kirchenpatron Laurentius geweiht, trägt die Worte „Den Schutz des Höchsten künde ich“ (505 kg). Auf der vierten Glocke, dem heiligen Erzengel Michael geweiht, steht „Eure Seelen geleite ich“ (350 kg).

## Schule

### Altes Schulhaus
Der/Das Renovirte Grundsteuerkataster von 1856 gibt Auskunft über das Schulhaus. Dort ist zu lesen, dass an die Stelle des abgebrochenen Schul- und Hirtenhauses 1822 ein neues Schulhaus gebaut wurde. Das Alte Schulhaus steht unter Denkmalschutz. Es ist ein traufständiges zweigeschossiges Fachwerkhaus über massivem unverputztem Kellerhanggeschoss mit Sandsteinrahmungen. Es steht direkt neben der Pfarrkirche St. Laurentius und diente bis Februar 1959 als Schulhaus (Volksschule) mit Lehrerwohnung und Rathaus, danach kam es in Privatbesitz.

### Neues Schulhaus
Mit dem ersten Spatenstich am 17. September 1957 begannen die Bauarbeiten für das neue Schulhaus. Der Grundstein wurde am 3. November 1957 gelegt und am 29. November 1957 wurde das Richtfest gefeiert. Zum Schulhalbjahr konnte die neue Schule im Februar 1959 bezogen werden. Das Gebäude wurde am 15. Februar 1959 eingeweiht. 1998 wurde die Schule aufgegeben und das Schulhaus zum Dorfgemeinschaftshaus umgebaut. Die Kinder aller Ortsteile des Marktes Eschau gehen seitdem in die „Valentin-Pfeifer-Schule“, eine Grund- und Mittelschule, nach Eschau.

## Friedhof
Der Friedhof in Sommerau war ursprünglich unmittelbar um die ehemalige Pfarrkirche St. Laurentius angelegt. 1835 wurde oberhalb der Kirche ein neuer Friedhof errichtet. Dieser wurde 1970 erweitert und ein Leichenhaus gebaut. Das 1956 an der alten Kirche errichtete Kriegerdenkmal wurde 1970 wieder entfernt und in das Leichenhaus integriert.

## Persönlichkeiten

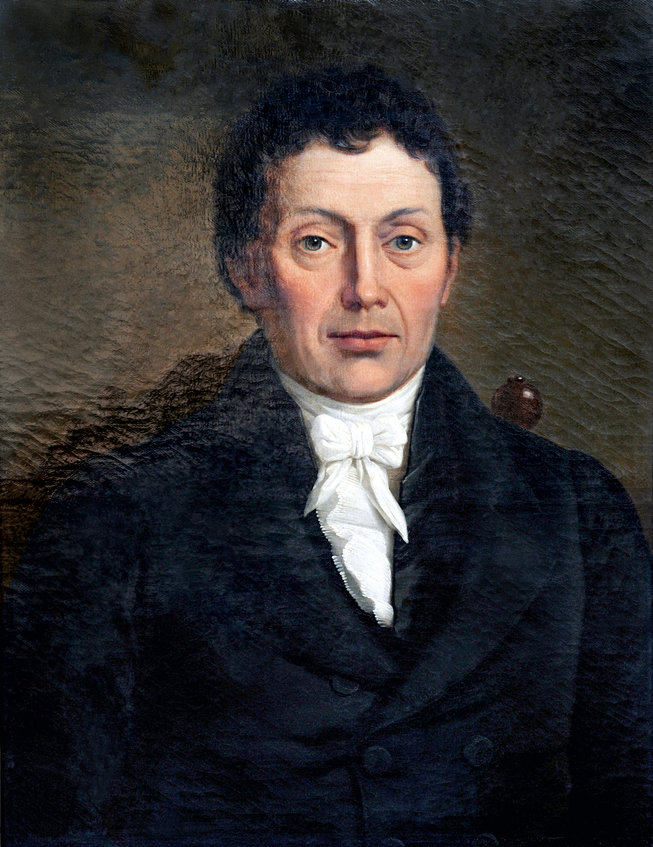
Valentin Pfeifer (1763–1840), geboren in Sommerau (Bild im Besitz der Familie Pfeifer)

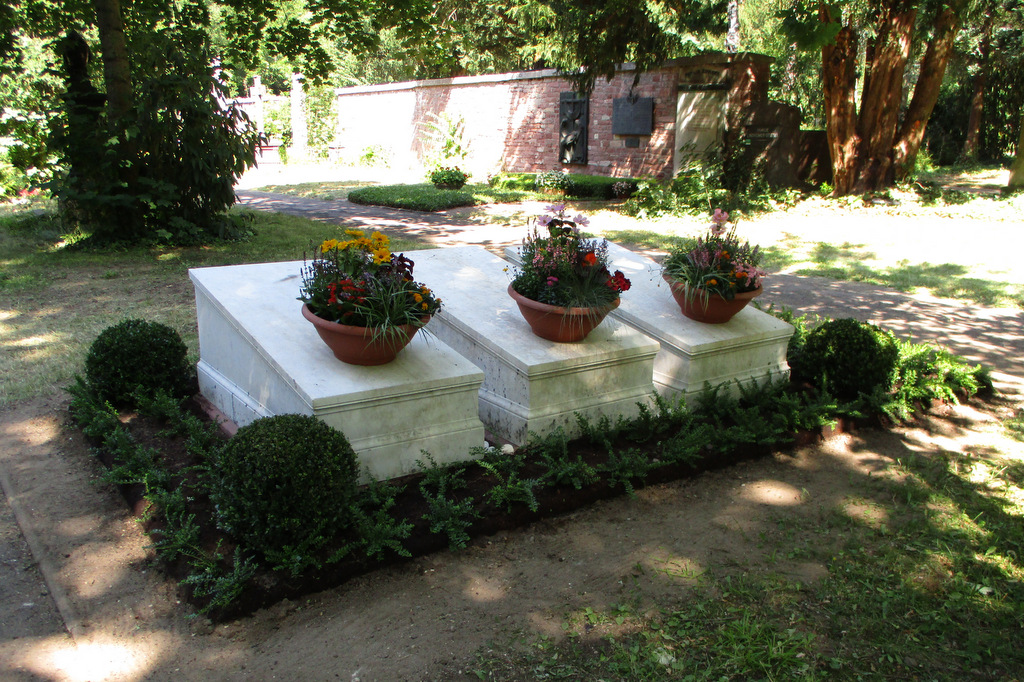
Pfeifer-Grabstätte in Frankfurt – Gewann B – Nr. 128 – nach Restaurierung im Juli 2019

- Valentin Pfeifer (1763–1840) kam in Sommerau zur Welt und stammte aus der zweiten Ehe (1756) des Bauern Johannes Pfeifer (1722–1794) und seiner Frau Anna Maria, geborene Weber (1735–1810) aus Laudenbach am Main. Nachdem er in Miltenberg die höhere Schule besucht und in Mainz studiert hatte, war er bei Baron von Harff (Burg Dreiborn) bei Monschau/Eifel als Kinderlehrer verpflichtet. Valentin war dann 1786, im Alter von 23 Jahren, nach Holland ausgewandert und hat sich in Amsterdam als Kaufmann und Reeder etabliert. Im Januar 1797 heiratete er Maria Agnes geborene Weyll (1772–1856), Tochter des Kölner Rangschiffers Johann Christian Weyll (1724–1798) und Anna Katharina Weyll geborene Hofbauer (1732–1819) aus Mainz stammend. Seinen Ruhestand verbrachte Valentin mit seiner Familie in Frankfurt am Main und auf ihrem Gutshof in Oberrad; beide sind in Frankfurt am Main auf dem Hauptfriedhof bestattet. Die Grabstätte (Gewann B – Nr. 128) wurde 2019 von der Familie M. Pfeifer restauriert und steht unter Denkmalschutz (Liste der Kulturdenkmäler auf dem Hauptfriedhof Frankfurt). Auf dem Friedhof in Sommerau erinnert seit 24. April 2019 eine Gedenkstätte an den Auswanderer und an die ebenso erfolgreichen Nachkommen und Wohltäter der Pfarrei Sommerau.[13]
- Johann Joseph Pfeifer (1776–1856), Besitzer eines bäuerlichen Hofgutes – Bruder des o. g. Valentin P. – war eine schillernde Persönlichkeit. Schon als 24-Jähriger war er mit dem Sommerauer Bürgermeister Johann Georg Fuchs nach Wien gereist, um vor dem Reichshofrat Waldrechte des Ortes gegenüber den Fechenbacher Grundherren durchzusetzen. 1810 wurde er Delegierter Sommeraus im Wahlkollegium der Ständevertreter des neu geschaffenen Großherzogtums Frankfurt. In der Erlenbacher Chronik wird er als einer der Kreditgeber der Gemeinde in der Franzosenzeit genannt. 1820 ersteigerte er mit kaufmännischem Geschick das einst zum Kloster Himmelthal gehörige Jesuitengut in Eichelsbach.
- Elmar Freiherr von Haxthausen wurde am 2. Oktober 1839 in Neiße/Schlesien (heute Polen) geboren. Er war bei der preußischen Armee. Mit 33 Jahren nahm er seinen Abschied, kam 1872 als Privatier nach Sommerau und kaufte sich dort das vormalige Verwaltungsgebäude der Freiherren von Fechenbach. Der Amateurarchäologe war für damalige Verhältnisse ein ernstzunehmender Wissenschaftler. Haxthausen lebte von 1872 bis 1897 in Sommerau. Er starb am 7. August 1910 in Darmstadt.

Erstes Titelbild der Zeitschrift Spessart von 1906

- Richard Wehsarg (1862–1946), ab 1897 Arzt und Sanitätsrat in Sommerau. Er war in Hillesheim bei Oppenheim geboren. Bevor er sich in Sommerau niederließ, betrieb er ein Sanatorium, die sog. „Kuranstalt“, in den Gebäuden des 1888 stillgelegten Hobbacher Eisenhammers, in der „Villa Elsava“. Auch in seinem Haus, gegenüber dem Schloss in Sommerau, das er von Freiherr Elmar von Haxthausen 1897 kaufte, betrieb Dr. Wehsarg eine Arztpraxis und ein Sanatorium. Er gründete 1906 die Monatszeitschrift „Spessart“ und war einige Jahre deren Redakteur. Auch war er eine treibende Kraft zum Bau der sog. Elsavatal-Eisenbahn. Richard Wehsarg und seine Frau Mary geb. Wagner (1857–1920), die in St. Louis (USA) geboren war und als Patientin zu Wehsarg kam, sind auf dem Friedhof in Sommerau bestattet. Eine Straße in Sommerau erinnert an ihn.
- Nikolaus Schnall (1872–1948), Pfarrer in Sommerau von 1902 bis 1920. In seine Wirkungszeit in Sommerau fiel die Planung und der Bau der neuen Pfarrkirche St. Laurentius. Eine Straße in Sommerau erinnert an ihn. Nikolaus Schnall stammte aus Röllbach, er starb 1948 in Zeuzleben bei Werneck. Er wurde auf dem Friedhof in Röllbach beigesetzt.
- Dr. Karl Pfeifer (1892–1944), ehemals Präfekt am Studienseminar Aschaffenburg, wurde am 26. September 1926 als erster Pfarrer von St. Josef (Aschaffenburg) eingeführt. Zunächst wurden soziale Einrichtungen wie Kindergarten, Krankenschwesternstation und Handarbeitsschule gebaut bzw. eingerichtet. Die Kirche wurde 1928/29 gebaut. Bei dem verheerenden Bombenangriff am 21. November 1944, in dem der Stadtteil Damm fast völlig zerstört wurde, wurde auch die Pfarrkirche St. Josef und das Pfarrhaus vernichtet. Pfarrer Pfeifer, aus dem Luftschutzkeller gekommen, rief beim Anblick der Zerstörung: „Oh, meine schöne Kirche!“ und brach tot zusammen. Er wurde in Sommerau im Priestergrab bestattet.
- Karl Frieß (1900–1976), war am 25. Oktober 1900 als viertes von sieben Kindern, des Landwirts und langjährigen Bürgermeisters von Sommerau, Vinzenz Frieß und seiner Frau Anna geboren. Frieß wurde am 29. Juni 1925 zum Priester geweiht. Nach verschiedenen Stationen als Kaplan, war Karl Frieß Pfarrer in Goldbach, danach bis zu seiner Erkrankung Pfarrer in Heimbuchenthal. Dann lebte er bis zu seinem Tod, am 22. Oktober 1976, im Elternhaus in seiner Heimatgemeinde Sommerau; hier wurde er im Priestergrab bestattet.
- Othmar Weis (1908–1989), wurde in Sommerau, am 23. Oktober 1908 als drittes von sechs Kindern der Schneidermeisters-Eheleute Joseph und Klara Weis geboren. Weis wurde am 11. März im Mainzer Dom zum Priester geweiht. Er war u. a. Subregens im Priesterseminar und von 1944 bis 1976 Diözesan-Caritasdirektor. Prälat Othmar Weis, starb am 1. Juni 1989 in Mainz; er ist am Dom zu Mainz bestattet.
- Franz Roth (1912–1981) wurde in Sommerau, als jüngster von vier Söhnen der Bäckermeisters-Eheleute Karl und Agnes Roth geboren. Roth wurde am 28. Februar 1937 in Würzburg zum Priester geweiht. Er war u. a. Pfarrer in Krombach und Bad Brückenau; dort war er auch 10 Jahre Dekan. 1967 wurde Roth der erste Pfarrer der neu gegründeten Pfarrei St. Pius (Aschaffenburg). Pfarrer Franz Roth (Geistlicher Rat), starb am 6. Januar 1981 in Aschaffenburg und wurde in der Pfarrkirche St. Pius beigesetzt.
- Oskar Hagemann (1888–1984), vor allem als Porträtmaler bekannt, lebte und arbeitete von 1917 bis Herbst 1920 im Sommerauer Schloss. Für eine längere Residenz reichte das „Umfeld“ nicht.[14] Auch seine Frau Gertrud (Gertel) Stamm-Hagemann (1891–1939) war künstlerisch und literarisch tätig. Sie ist die Autorin des Büchleins „Muschik – Aus dem Leben eines Pferdes“. Diese Geschichte, sie spielt in Sommerau und Umgebung, ist nach ihrem Tode 1940 in Baden-Baden erschienen.[15] Im Dezember 1919 war Oskar Hagemann Mitbegründer des Turnverein Sommerau.
- Harald Germer (* 1952) arbeitet als Maler im Wasserschloss Sommerau.
- Gabrielle Jesberger-Günther (* 1947) stammt aus Sommerau; Autorin biographischer Romane (Liebes Leben, Mary und das geheimnisvolle Gemälde).
- Hans Jürgen Fahn (* 1952) stammt aus Sommerau. Er war bis 2008 als Gymnasiallehrer am Hermann-Staudinger-Gymnasium in Erlenbach am Main tätig. Dr. Fahn ist Politiker der Freien Wähler und war von Oktober 2008 bis September 2018 Mitglied des Bayerischen Landtags.
- Lioba Happel (* 1957) stammt aus Sommerau und lebt in Brandenburg an der Havel. Sie ist Verfasserin von Gedichten und Prosatexten.

## Ehrenbürger

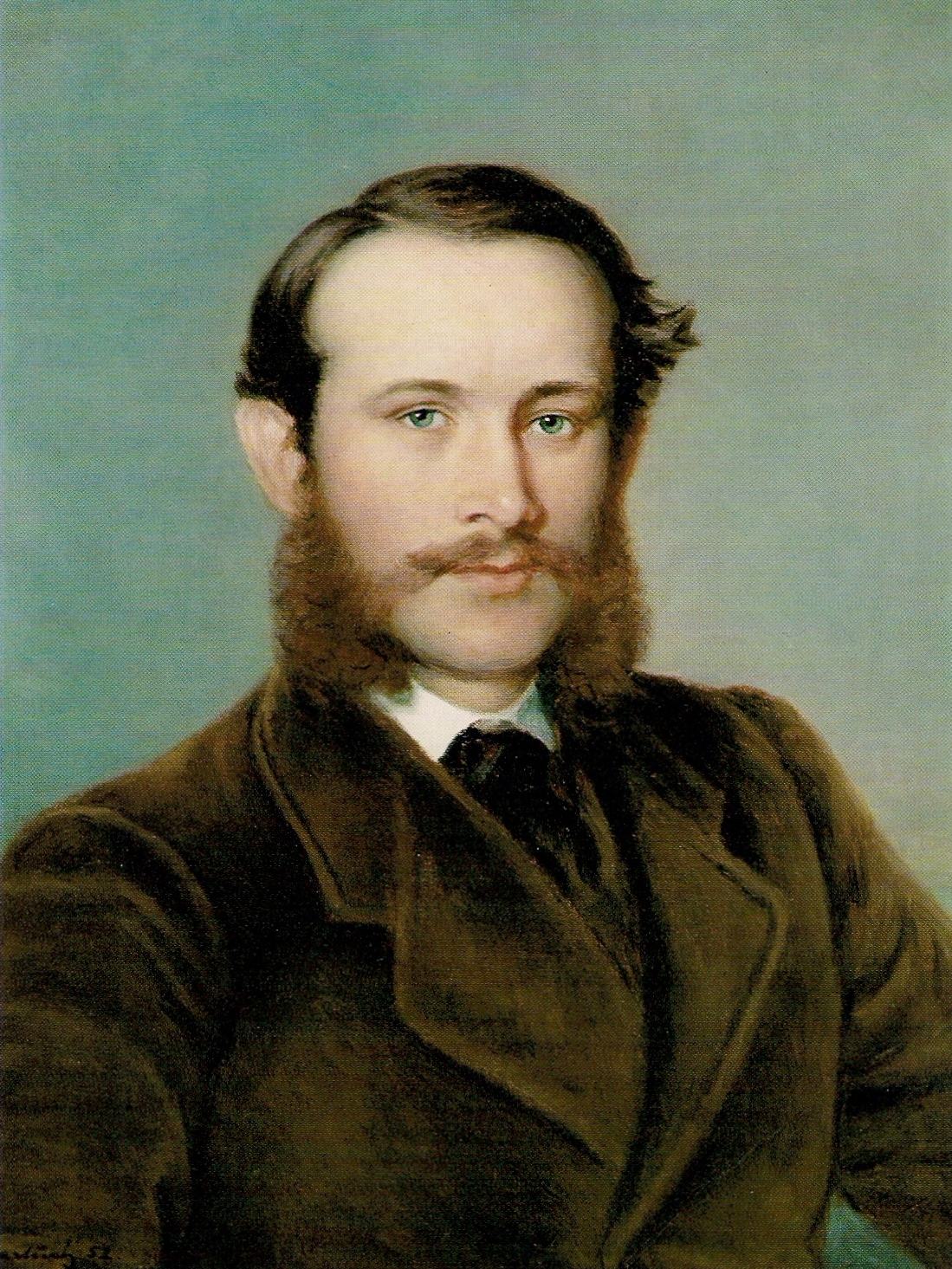
Valentin Pfeifer (1837–1909), Ehrenbürger von Sommerau, um 1865

- Kommerzienrat Valentin Pfeifer (1837–1909), Besitzer der Zuckerfabrik Pfeifer & Langen in Köln, förderte mit seinen Geschwistern Maria Agnes Hoesch (1834–1920), Eugen Pfeifer (1848–1915) und Johanna von Gescher (1857–1934) im Jahr 1906, mit großzügigen Spenden zum Andenken an den Großvater Valentin Pfeifer (1763–1840), der 1763 in Sommerau geboren war, den Bau der Neuen Sommerauer Pfarrkirche St. Laurentius. 1907 wurde er zum Ehrenbürger der Gemeinde Sommerau ernannt. Seit 24. April 2019 erinnert eine Gedenkstätte auf dem Sommerauer Friedhof an die Wohltäter. Valentin Pfeifer und seine Frau Hedwig, geborene Matzerath (1843–1911), sind auf dem Friedhof bei der Kirche Alt St. Martin in Muffendorf/Bad Godesberg (heute Bonn) beigesetzt. Die Grabstätte wird von der Familie gepflegt und steht unter Natur- und Denkmalschutz.[13]

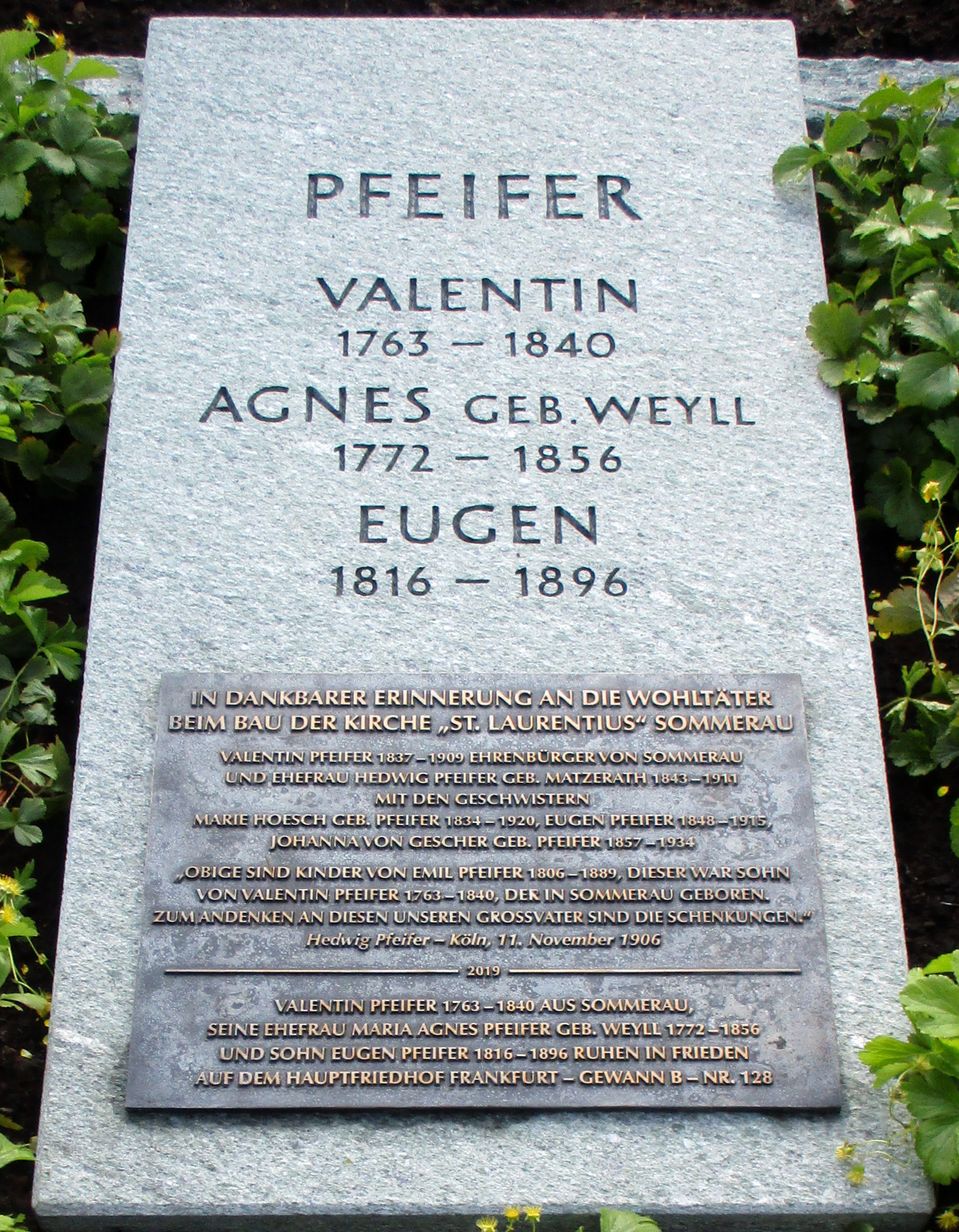
Gedenkstätte auf dem Friedhof in Sommerau, errichtet am 24. April 2019

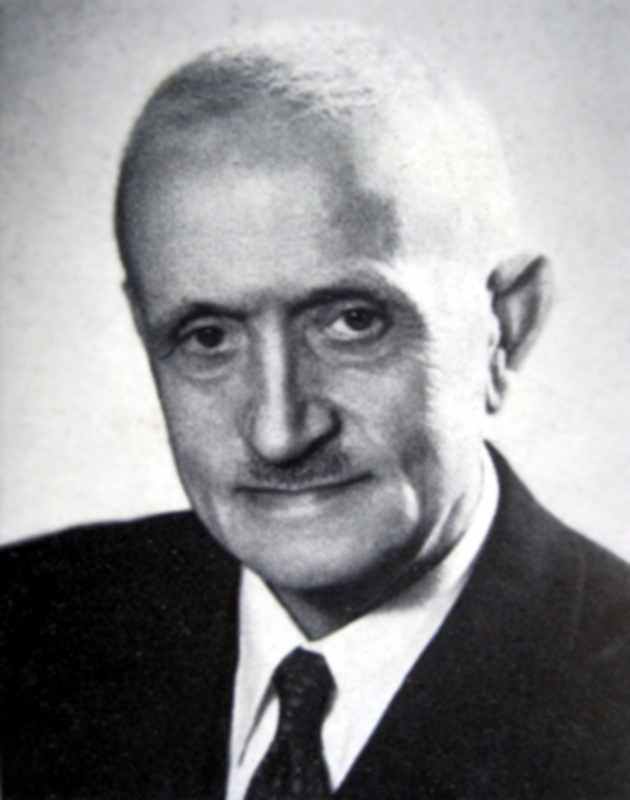
Valentin Pfeifer (1886–1964), geboren in Sommerau, Ehrenbürger von Sommerau, um 1950

- Der Lehrer, Volkskundler und Heimatschriftsteller Valentin Pfeifer wurde 1886 in Sommerau geboren. Er war viele Jahre Lehrer an der Luitpoldschule in Aschaffenburg und zuletzt Rektor an der Volksschule in Aschaffenburg-Damm. Darüber hinaus war er Sammler, Autor und Erzähler von Märchen, Geschichten und Sagen, die im Spessart spielten. Im Jahr 1956 wurde er Ehrenbürger der Gemeinde Sommerau. Im Aschaffenburger Stadtteil Damm und in Sommerau ist jeweils eine Straße nach ihm benannt. Die Volksschule (Grund- und Mittelschule) in Eschau trägt seinen Namen. Im Dezember 1919 war V. Pfeifer Mitbegründer des Turnverein Sommerau. Valentin P. starb 1964 in Aschaffenburg; er ist in einem Ehrengrab auf dem Waldfriedhof in Aschaffenburg bestattet (Gewann C 10).
- Peter Seubert (1908–2001) war Pfarrer in der Pfarrei St. Laurentius Sommerau von 1957 bis 1975. Unter seiner aktiven Mithilfe wurde Ende der 1950er Jahre in Sommerau das neue Pfarrhaus errichtet, sowie die alte profanierte Pfarrkirche zum Jugendheim umgebaut und in Hobbach 1963–64 die neue Kirche Mariä Heimsuchung erstellt. Ehrenbürger der Gemeinden Sommerau und Hobbach wurde er 1975 bzw. 1976. Pfarrer Seubert ist im Priestergrab auf dem Friedhof in Sommerau bestattet.
- Otto Halk, seit 1974 Seelsorger in der Pfarrei „St. Laurentius“ Sommerau und seit 1977 Pfarrer. Halk wurde 1971 von Diözesanbischof Dr. Josef Stangl zum Priester geweiht (Pater Arno Halk OSB). Am 10. November 2013 wurde er, 70-jährig, Ehrenbürger des Marktes Eschau. Seit November 2018 befindet sich Halk im Ruhestand.

## Scherzvers
„In Sommerau da ist der Himmel blau, da tanzt der Ziegenbock mit seiner Frau.“

## Sagen

### Die Herren von Fechenbach in Sommerau
Das Geschlecht der Freiherrn von Fechenbach ist schon seit dem 12. Jahrhundert in Sommerau ansässig. Edle Männer zählt es zur Familie, aber auch so manchen, der den Adel des Geschlechts nicht zu betätigen verstand.
So verlangte einer von den freien Bauern nicht nur Frondienste, sondern auch die Beibehaltung des Gebrauchs, nachts das Gequak der Frösche hintan zu halten, damit der gnädige Herr nicht im Schlaf gestört werde. Zudem wollte er die Nutznießung des Gemeindewaldes von Sommerau nur für sich. Streu zu rechen oder Holz zu fällen war verboten.
Eines Tages aber fuhren auf Verabredung sämtliche Bauern in den Wald, um Streu zu holen. Als sie mit dem beladenen Wagen an den Schafhof kamen, sahen sie schon von unten den Herrn von Fechenbach mit seinen Reisigen heraufziehen. Bald waren beide Haufen zusammengestoßen. Der Freiherr sprang vom Pferde, zog seine Pistole, richtete sie gegen den Vorsteher der Gemeinde und fragte ihn: „Wer hat euch erlaubt, Streu abzuführen?“ „Ich selber“, sprach dieser, „wir waren eher hier als sie.“ Da schlich sich der Bauer Fuchs mit einer Axt hinter Fechenbach, um ihm den Kopf zu spalten. In demselben Augenblick schrie der Leibjäger: „Herr von Fechenbach, drehen sie sich um!“ Und mit Schrecken gewahrte dieser den starken Bauern. Von dem Dorfe kamen noch mehr Bewaffnete zum Schutz der Angegriffenen und der Herr von Fechenbach hielt es für gut sich in sein Schloss zurückzuziehen.
Die Bauern aber gingen heim und hielten Rat, wie sie endlich einmal ihr Recht verlangen könnten. Sie beschlossen den Klageweg einzuschlagen und dem Kaiser selbst die Sache vorzutragen. Joseph Pfeifer erbot sich für seine Landsleute das Opfer zu bringen. Er trat den gefährlichen Weg nach Wien an, welcher drei Monate in Anspruch nahm. Dort erzählte er seinem Wirt den ganzen Sachverhalt. Dieser sagte: „Da kann ich ihnen den besten Rat geben. Wir lassen von dem Advokaten, der jeden Abend zu mir kommt, ein Dokument aufsetzen. Der Kaiser fährt alle Tage aus. Bei dieser Gelegenheit werfen sie das Schreiben in den Wagen.“
Am andern Morgen fuhr der Kaiser in die Kirche. Überall hatten sich die Bewohner eingefunden und begrüßten ihm mit lautem Jubel. Joseph Pfeifer drängte sich durch die Menge und warf das Schreiben in den Wagen. Am Morgen des folgenden Tages ging er in den Palast, um sich zu erkundigen, ob seine Bitte erhört werde. Es waren mehrere Bittsteller versammelt. Da hörte er seinen Namen durch die Menge rufen und bald stand er vor dem Kaiser. Dieser unterhielt sich angelegentlichst mit ihm und tröstete ihn, indem er sprach: „Geht nur heim, alles andere wird geschehen!“
Nun machte sich Joseph Pfeifer auf den Heimweg und kam nach Verlauf von weiteren drei Monaten wieder in seinem Heimatdorfe an. Hier wurde er von den Bauern freudig empfangen, denn der Befehl an Fechenbach, den Wald frei zu geben, war schon vorher eingetroffen. Seit dem lüstete es den Freiherrn nicht mehr nach dem Walde, wie auch die mittelalterlichen Gebräuche und Frondienste aufgehoben wurden. – Johann Schober: "Sagen des Spessarts", Zweiter Band, 1912, S. 122–124

### Überfall auf das Schloss in Sommerau
„Mittsommernacht ruht über Sommerau. / Zerrissene Wolken, düster und grau,

Sie jagen weg über’s Herrenschloss, / Das halb einst zerstörte ein Bauerntross.

Nur ab und zu trifft ein Mondenstrahl / Die mächtigen Mauern, die nackt und kahl,

Von Weiher und wirrem Geäst umgeben, / Jahrhunderten trotzend sich stolz erheben.

Unheimlich tönt aus den Ulmen am Tor, / Des Uhu dumpfgrollender Ruf hervor;

Die Erlen am Bach beugt des Sturmes Macht! – / Vom Kirchturm hernieder schlägt’s Mitternacht!-

Da wird’s lebendig vom Kirchhof her – / Ins Dorf verteilt sich’s die Kreuz und Quer –

Zum Schlosse herunter in eilendem Lauf, / Stürmt keuchend ein riesiger Bauernhauf!

Doch nicht mit Flinte und Morgenstern / Bedroh’n sie das Schloss ihres Standesherrn,

Wie einst sie’s in blindem Wüten getan, – / Nein, Steine schleppen sie, Balken heran,

Und Richtscheit und Winkel, Lot, Hammer und Kell’, / Axt, Säge erglänzen im Mondlicht hell.

Es dröhnt auf der Holzbrück’, gesprengt ist das Tor! / Erschrocken flattert der Uhu empor. -

Schon sind an der Arbeit emsig die Bauern, / Sie hacken und graben, sie rüsten und mauern,

Sie zimmern und hobeln, hantieren mit Feile, / Mit Hammer und Meißel in fliegender Eile,

Und ehe noch eine Stunde vergangen, / Seh’n hell sie ihr Handwerk im Mondschein prangen!

Der Wetterhahn dreht sich und quietscht auf dem Turm – / Da schlägt es Eins! -

Erneut heult der Sturm; – / Ein Blitz und ein Schlag! – / Es bröckelt und kracht! -

Versunken im Weiher ruht all die Pracht – / Bis wieder zur nächsten Mittsommernacht.“

### Der Hesselsmüller
Der Wanderer durchs liebliche Elsavatal kommt oberhalb des Dorfes Sommerau an der Hesselsmühle vorbei. Diese taucht rechts mit ihren weißen Wänden aus dem dunklen Wiesengrunde, und linker Hand beginnt gleich der hohe Tannenwald. In der Hesselsmühle nun wohnte um das Jahr 1500 der Müller Jakob Hock. Er schaffte fleißig den langen Tag hindurch und auch manche Nacht. So wurde er zum wohlhabenden Mann und genoss in der ganzen Gegend großes Ansehen. Selbst Albertus von Fechenbach, der Sommerauer Grundherr, erkor ihn zum Freunde und kehrte öfters bei ihm ein. Und als die Müllersleute ein Knäblein bekamen, hob's der Fechenbacher über die Taufe und gab ihm seinen eigenen Namen Albertus.
Wie aber ein paar Jahre um waren, starb die brave, fromme Müllerin. Von der Zeit an ging's mit Müller und Mühle abwärts. Der einst so fleißige Mann ergab sich dem Müßiggange, und dann fiel ihm wohl ein, wildern zu gehen in den nahen Wald. Als er einmal ein Reh erlegt hat und es gerade ausnehmen will, ertappt ihn der Burgherr und macht ihm strenge Vorwürfe. Der Müller sagt nichts, aber er hegt von jetzt an heimlichen, bitteren Groll gegen den Fechenbacher und sinnt auf Rache. Das Wildern trieb er weiter, und wenn er dann heimkam, hockte er mit einigen Kumpanen um den Eichentisch, zechte und spielte mit Würfeln bis tief in die Nacht, ja manchmal bis zum hellen Morgen. Statt wie früher nach der Mühle zu sehen, ob sie etwa leer lief, schwang er den Becher, warf die Würfel, und wilde Flüche und rohes Gelächter mischten sich ins einförmige Klipp-klapp der Mühle.
Eines Morgens nun zieht ein Haufen Zigeuner das Elsavatal herauf. Mehrere zerlumpte Buben kommen in die Mühle betteln. Der Müller, der vom nächtlichen Gelage noch einen schweren Kopf hat, wird zornig und droht: "Hinaus, verdammtes Gesindel, sonst hetz' ich euch die Hunde an den Hals." Die Kinder kreischen auf, und hui – stieben sie davon. Bloß ein Büblein bleibt; es hat so argen Hunger und bittet nochmals: "Müller, um Gottes Willen nur ein Stück Brot!" Da packt den Zornigen noch größere Wut, und er hetzt den Hund. Voll Angst läuft das barfüßige Zigeunerbüblein hinweg. Der Hund ihm nach. Und vor lauter Schrecken springt's geradewegs in den hoch schäumenden Bach, und die Wellen reißen es fort. Zigeuner und des Müllers Gesinde versuchen die Rettung und rasen entsetzt an den Ufern hin. Vergeblich, das braune Kind ist ertrunken. Und seine jammernde Mutter flucht in ihrem Schmerze dem Müller; so ein harter Mann, sagt sie, könne leicht noch zum Mörder seines eigenen Kindes werden. Bei diesen Worten durchzuckt es den Müller wie von einem Schrecken, und schweigend geht er ins Haus. Aber besser ist er nicht geworden. Der Arbeit ging er vollends aus dem Wege, und die nächtlichen Gelage mehrten sich. Um sein Söhnlein kümmerte er sich so gut wie nicht, das blieb vielmehr ganz dem rohen Gesinde überlassen.
Auch der Schlossherr hört vom Treiben in der Mühle, und ihn dauert sein Patenkind, der kleine Albert. Soll der Knabe in solchem Haus seine Jugend verbringen! Und schnell entschlossen, lässt der Freiherr seinen Schimmel satteln und reitet zur Hesselsmühle. Wie einst und immer springt ihm der fleißige Bach entgegen, aber das Mühlenrad steht, und das Mahlwerk klappert nicht mehr. Finster, schier drohend, gucken die dunklen Tannen vom Hesseisberg auf das verwahrloste Gehöft herunter. Wie der Schlossherr ins Haus tritt, sitzt der Müller am Tisch, den müden Kopf in die Hände gestützt. Die rot unterlaufenen, schlaftrunkenen Augen zeugen von durchwachter Nacht. Albertus von Fechenbach bringt sein Anliegen vor: er wolle den Müllerssohn aufs Schloss nehmen und ihn dort halten und erziehen wie sein eigen Kind. Erst braust Jakob Hock auf und fährt den Burgherrn zornig an. Allein nach gütlichem Zureden willigt er doch ein, und der Knabe kommt aufs Fechenbacher Schloß. Da wächst er unter sorgfältiger Pflege heran und wird im Schießen, Reiten, Fechten und in den Wissenschaften unterrichtet. Und was für ein gelehriger Schüler er ist! Bald vermag keiner besser als er den Pfeil zu schleudern und die Klinge zu kreuzen. Seinem Herrn ist er treu ergeben und wird dessen vertrauter Freund. So zieht das Jahr 1525 herauf. Im ganzen Frankenland erhebt sich der Bauer gegen seinen Herrn und fordert Abschaffung der Fron und freie Jagd in Wasser und Wald auch für den gemeinen Mann. Bald schlagen die Flammen aus den Burgen. Auch an dem Untermain wogt der Aufruhr. Und eines Maiabends rückt ein großes Bauernheer vom Odenwald gegen das Sommerauer Schloß. Anführer ist Jakob Hock, der Hesselsmüller. Dieser war unter den ersten, welche sich dem Aufstande anschlössen. Zu verlieren hatte er wenig; aber fleißig zu plündern nahm er sich vor, um seiner heruntergekommenen Mühle wieder aufzuhelfen. Heute nun gilt's dem adeligen Herrn. Wie lange schon hat der Hesselsmüller den Tag ersehnt, wo er dem Burgherrn seine Schmach im Wald heimzahlen könnte! Und den Zehnt, den er ins Schloss getragen, wollte er doppelt und dreifach wieder holen; ja, das wollte er, Jakob Hock, der Hesselsmüller! "Mein eigener Sohn ist ja im Schloss", meint er, "der wird mir schon ein heimlich Türlein öffnen." Allein es kommt anders. Gerade der junge Albert überwacht sorgsam die Verteidigung der Burg. In aller Stille legen einige Bauern die Leitern über den See und an die Mauern. Den Fechenbachern glückt's, die Leitern umzuwerfen – und etliche Bauern stürzen rücklings in den See. Andere versuchen, mit Äxten das Tor einzuschlagen; wohlgezielte Pfeile strecken sie nieder. "Drauf, Drauf!" schreien die Bauern in mächtiger Wut. Und wirklich dringen sie folgenden Tags an der hinteren Seite des Schlosses ein. Wie sie johlen und lärmen vor Freude! Auf den Mauern weht die Bauernfahne. Albertus von Fechenbach hat sich mit seinen Reisigen in den Turm zurückgezogen. "Hallo, Feuer, Feuer!" schallt's auf einmal. Wahrhaftig, rote Feuergarben prasseln aus dem Schlosse. "Feuer!" Jetzt, Fechenbacher, wehre dich, die Stunde naht! Der will das letzte Mittel wagen und versucht mit seinen Mannen den Bauernhaufen zu durchbrechen. Schon verlassen sie das flammende Schloss. Da winkt in höchster Not den Fechenbachern die Rettung. Graf Rieneck von Wildenstein kommt mit einer Reihe schwer bewaffneter Knechte herangesprengt, und Schlag auf Schlag fällt auf die verdutzten Bauern. Diese werden auseinandergetrieben, die meisten werden getötet, und nur wenige entkommen, darunter der Hesselsmüller. Sie flüchten in den Sommerauer Wald; besonders durch den dunklen Tann des Hesselsberges irren sie wie gehetztes Wild. Albert, der Müllerssohn, leitet die Verfolgung. Er möchte für den Vater, falls er ihn findet, bei seinem Herrn um Schonung bitten. Da sieht er eben hinter einer dicken Tanne einen verwilderten rothaarigen Mann hervorlauern. Das muss einer der Entflohenen sein. "Halt, gib dich gefangen!" ruft Albert. Aber schon hat der andere die Armbrust gehoben, jetzt fliegt der Pfeil durchs Geäst und dem jungen Hesselsmüller durch den Hals. Todwund sinkt der Jüngling nieder. Seine Leute tragen ihn auf einer Bahre von Tannenzweigen in die nahe Hesselsmühle hinab. Und im Hause, wo er geboren, liegt nun der Jüngling im Sterben. Die Sonnenstrahlen zittern durch den grünen Weinstock, der das Fenster umrankt, ins Zimmer herein und huschen übers wachsgelbe Gesicht des Sterbenden und über seine blonden, blutgeröteten Locken. Noch ein Stündlein atmet er, dann öffnet er weit die Augen, flüstert: "Schont meinen Vater und grüßt meinen Herrn!" Noch ein Seufzer, und er ist tot. Der goldene Abendschein gleitet wie zum Abschied über die brechenden Augen; heilige, tiefe Stille herrscht im Gemach.
Da wird die Ruhe durch heftigen Lärm vor der Mühle unterbrochen. "Was gibt's draußen?" Ah! Sie bringen den Bauern, welcher den Jüngling erschossen hat. So haben sie ihn doch eingefangen! Und wie er sich wehrt! Er will nicht in die Mühle. Sie schieben ihn mit Gewalt hinein und binden ihn am Stubenpfosten fest. Einige Schritte davon ruht der entschlummerte Jüngling. Auf einmal beginnt der Gefesselte zu toben, zerrt und zieht an den Stricken und schreit wie ein Tier. Als man ihn fragt, was er denn vorhabe, ruft er: "Mein Sohn! Ich bin der Mörder meines Kindes!" "Bei Gott, der Hesselsmüller!" ruft ein Diener des Fechenbachers. Voll Schauder betrachten sie den Rothaarigen näher. Wahrlich, der Hesselsmüller! Keiner von ihnen hatte den verwilderten Mann mit dem wüsten Barte gleich erkannt. Die Drohung der Zigeunermutter hatte sich erfüllt. "Kindesmörder!"
"Hängt den Kerl auf!" sagte ein Rienecker Knecht, der ihn fangen geholfen hatte. "Das wäre wohl der rechte Lohn!" entgegnete ein Diener des Herrn von Fechenbach, "allein sein braver Sohn bat sterbend für ihn um Gnade. Ich eile, meinen Herrn zu fragen." Er ist kaum fort, sagt der Rienecker: "Wofür haben wir den Schurken gefangen? Dass er uns wieder entschlüpft? Vorwärts, an den Ast mit ihm!" Die übrigen sind gleich dabei, sie binden den Hesselsmüller los und ziehen und zerren den Widerstrebenden hinaus. Und wie er auch heult und sich sträubt, in einer Viertelstunde hängt er am Birnbaum, der am Bachufer steht. So endet Jakob Hock, der Hesselsmüller.
Der Birnbaum ist längst geborsten, die Mühle abgebrochen und neu gebaut worden, aber die Sage vom Müller Hock lebt bis heute im Volk fort. Und mancher geht nachts voll Unbehagen am Mühlengrund vorüber, weil dort unten am Bach der mit ewiger Unrast bestrafte Geist des Müllers umherirren soll. – Quelle: Spessart-Sagen, Valentin Pfeifer, Aschaffenburg 1948, S. 119ff